# Santuario de la Virgen de Lugás
El Santuario de la Virgen de Lugás, también conocido como Nuestra Señora de Lugás, es un templo católico dependiente de la Archidiócesis de Oviedo en Asturias, norte de España, que es también sede de la parroquia de Santa María de Lugás.
Se encuentra en la parroquia (civil) homónima del concejo de Villaviciosa, en las proximidades de la aldea de Cajide.
En 1684 se construyó la sacristía y, en 1687, se amplió la iglesia y se levantaron la capilla  mayor y el crucero principal. En 1690 se terminó la capilla del Santísimo Cristo y de la Virgen de los Dolores, la capilla de Nuestra Señora del Viso o «de la Visitación» y la capilla mayor. A lo largo del siglo XVIII se construyó la escalera de acceso a la tribuna, se reedificó el campanario y se edificó la «Casa de las Novenas». En 1832 se terminó la nueva espadaña, con sus campanas de nueva adquisición y una placa conmemorativa que dice: «Los devotos de María. Año 1832; D.O.M.». A finales del siglo XIX se construyeron dos cabildos, un edificio que le llamaban «El Polvorín», ya que estaba dedicado a la fabricación de cohetes, otro para cobijar las caballerías de los peregrinos y un «Altarín» o «altar sacramental», situado en el exterior del templo, en la explanada del santuario, que se deterioró y se aprovecharon las obras de restauración en 1987 para darle su antigua forma.

## Emplazamiento

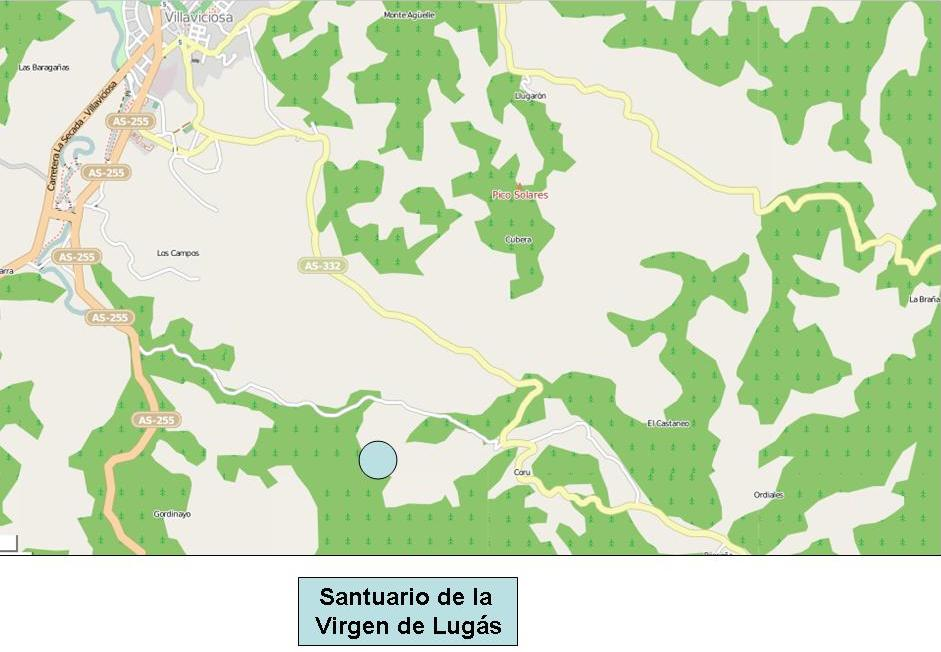
Plano de localización del Santuario de la Virgen de Lugás.

A unos 6 km de la villa de Villaviciosa, tomando la carretera AS-255 de Villaviciosa a Infiesto, a los 5,5 km hay una desviación a la izquierda que indica claramente la dirección del santuario. Este tramo es corto, de unos 500 m, es carretera en subida y muy sinuosa, que va a conectar con la AS-332. La subida discurre en gran parte por una masa arbolada. Al llegar a la parroquia de Lugás se divisa otro cartel indicador del santuario. Otro tramo de carretera, fuertemente ascendente, de unos 300 metros, lleva hasta el propio santuario que está sobre «una altura despejada y alegre», como dice Pascual Madoz.
Desde la plataforma que corona el altozano se divisa Villaviciosa, su ría y el mar Cantábrico, a la cual es muy agradable —y a la vez exigente— subir en bici, ya que las duras pendientes en esos pocos kilómetros se ruedan muy despacio, y hay más tiempo para recrear la vista en los diferentes niveles y observar cómo aparecen nuevos paisajes tras cada curva, que son muy pronunciadas.
El conjunto de edificios que están construidos en ese lugar consta del propio santuario, la antigua casa de novenas —que hoy en día hace las funciones de casa rectoral—, antiguas escuelas, el «polvorín», el cementerio, «la obra» —dedicado antiguamente a la venta de comidas y bebidas a los romeros y peregrinos—, y una no muy grande explanada donde se sitúan los romeros después de los oficios religiosos.

## Historia áurea

### Emplazamiento deseado por la Virgen
De acuerdo a la tradición oral, la construcción comenzó en un lugar donde había un robledal, en Llorón. Pero cada noche el trabajo de cimentación era deshecho y los materiales volvían a su sitio original. Esto se repitió hasta que la Virgen les indicó el emplazamiento en que debía ser construida la iglesia que, según interpretaron quienes presenciaron la aparición, era un sitio equidistante entre «los caxigales de la Carbayera» y «les cáxides de la Quilambre» llamado Lugás, por lo que los habitantes de la zona llamaron a la iglesia Sancta Maria ad Luccasium.

### Descubrimiento de la talla de la Virgen
También pertenece a la tradición el origen de la talla de la Virgen. Por la misma fecha y en un sitio próximo a la aparición de la virgen, un labrador encontró mientras araba una escultura enterrada en su terreno y junto a su esposa comenzaron a rendirle culto. Inicialmente pensaban que la estatua era manca, probablemente por el choque con el arado. Sin embargo, con los años se descubrió que la mano estaba entre los pliegues del manto.

## Historia documentada

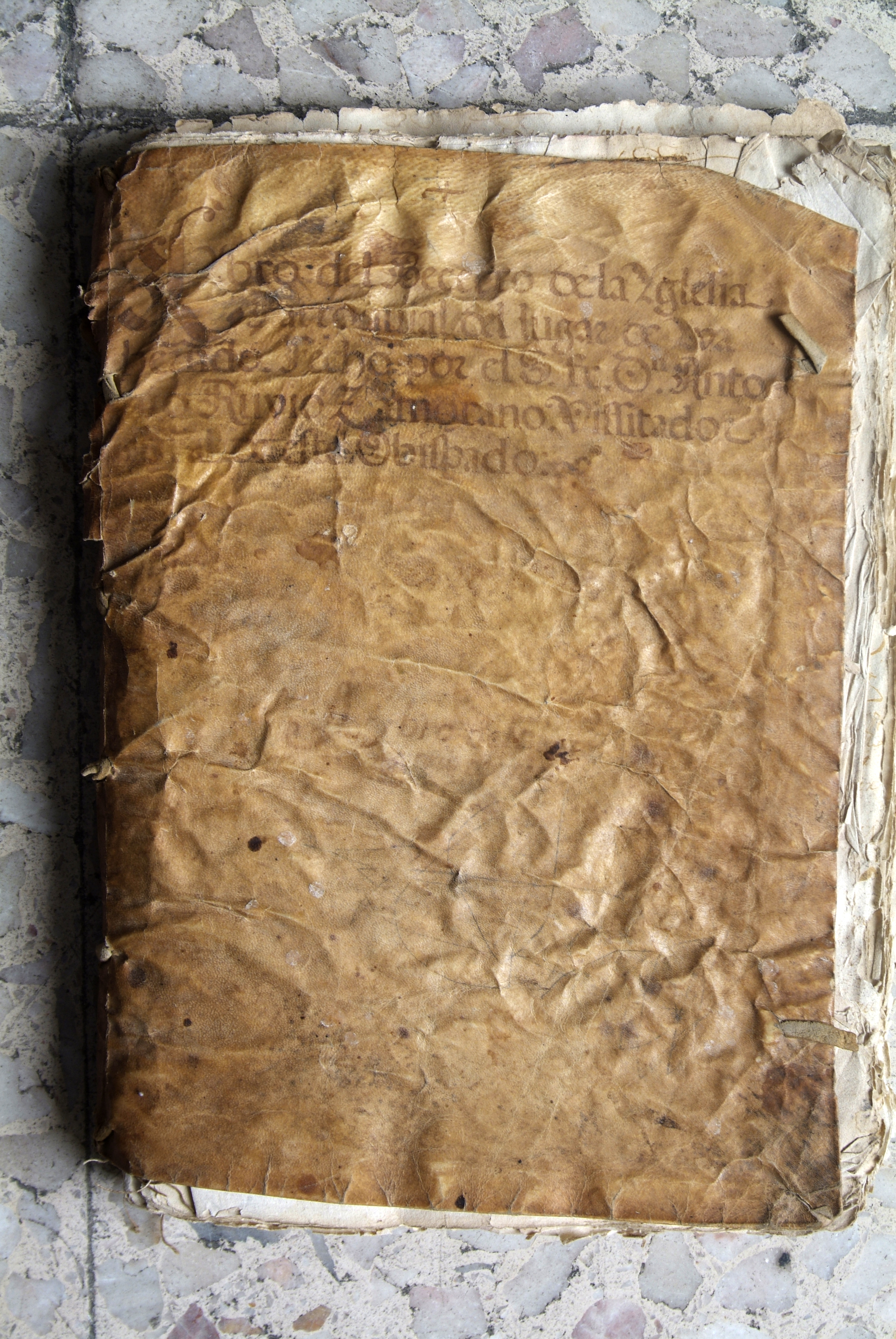
Libro Becerro de la Catedral de Oviedo.

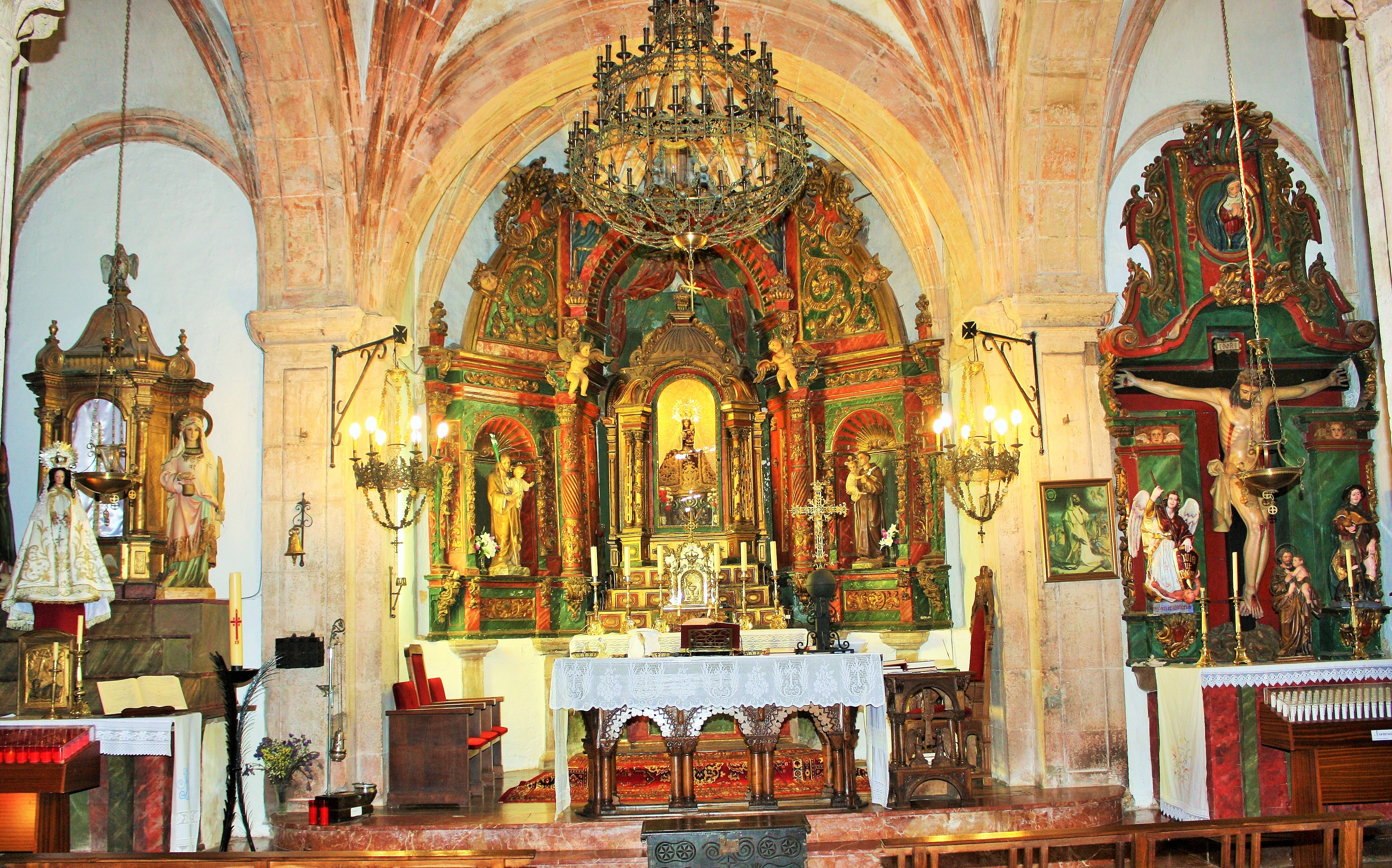
Altar mayor, retablo y capillas colaterales.

El origen del santuario se remonta al año 745 cuando el  papa Zacarías hizo una donación al rey  Alfonso I en la que se mencionaba la «Iglesia de San María de Lugás». También el estudioso del románico José Caveda y Nava recoge la tradición que existía de la cesión antes indicada entre el rey Alfonso I y el papa Zacarías, pero no existe acreditación documental que respalde estas afirmaciones. A partir de 1385 ya mencionaba el Libro Becerro de la Catedral de Oviedo a esta iglesia como  parroquia. A finales del siglo XVI se construyó la «Casa de las Novenas», con el fin de servir de albergue a las personas que acudían a celebrar la novena.
Durante el XVII  se llevaron a cabo una gran cantidad de obras de mejora y  ampliación como son la ejecución del retablo de  Santo Toribio, el retablo mayor, la ejecución de la imagen del  Santísimo Cristo por el escultor asturiano Luis Fernández de la Vega, la ampliación de la iglesia, la construcción de la nueva sacristía y  la obra de las capillas laterales.. Una de las obras más importantes de este siglo fue la finalizaron las capillas de la Virgen de los Dolores y del Santísimo Cristo, en el año 1690. La bóveda es nervada cuatripartita, o bóveda de crucería simple, que es el diseño más sencillo de bóveda de crucería. En este caso tiene un nervio circular y otros que parten desde las cuatro columnas del transepto para morir en dicho nervio.El arco tiene una inscripción que da fe de la fecha de terminación. Dice así:

HIZOSE ESTA OBRA SIENDO PÁRROCO DON JOSEPH DE POSSADA Y MAYORDOMO DON ANTONIO DE POSSADA, AÑO DE 1690. IHS Y MA

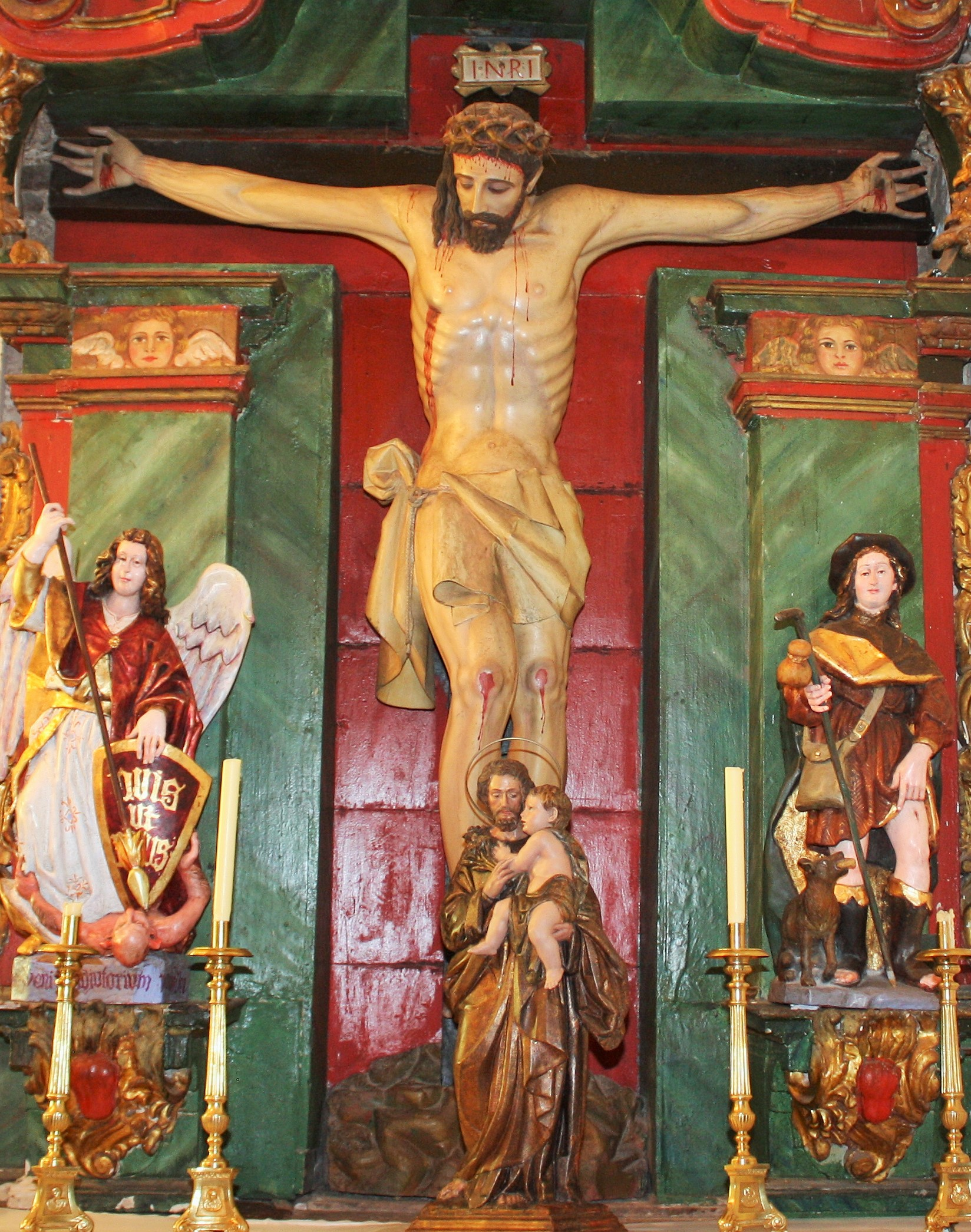
Santísimo Cristo crucificado.

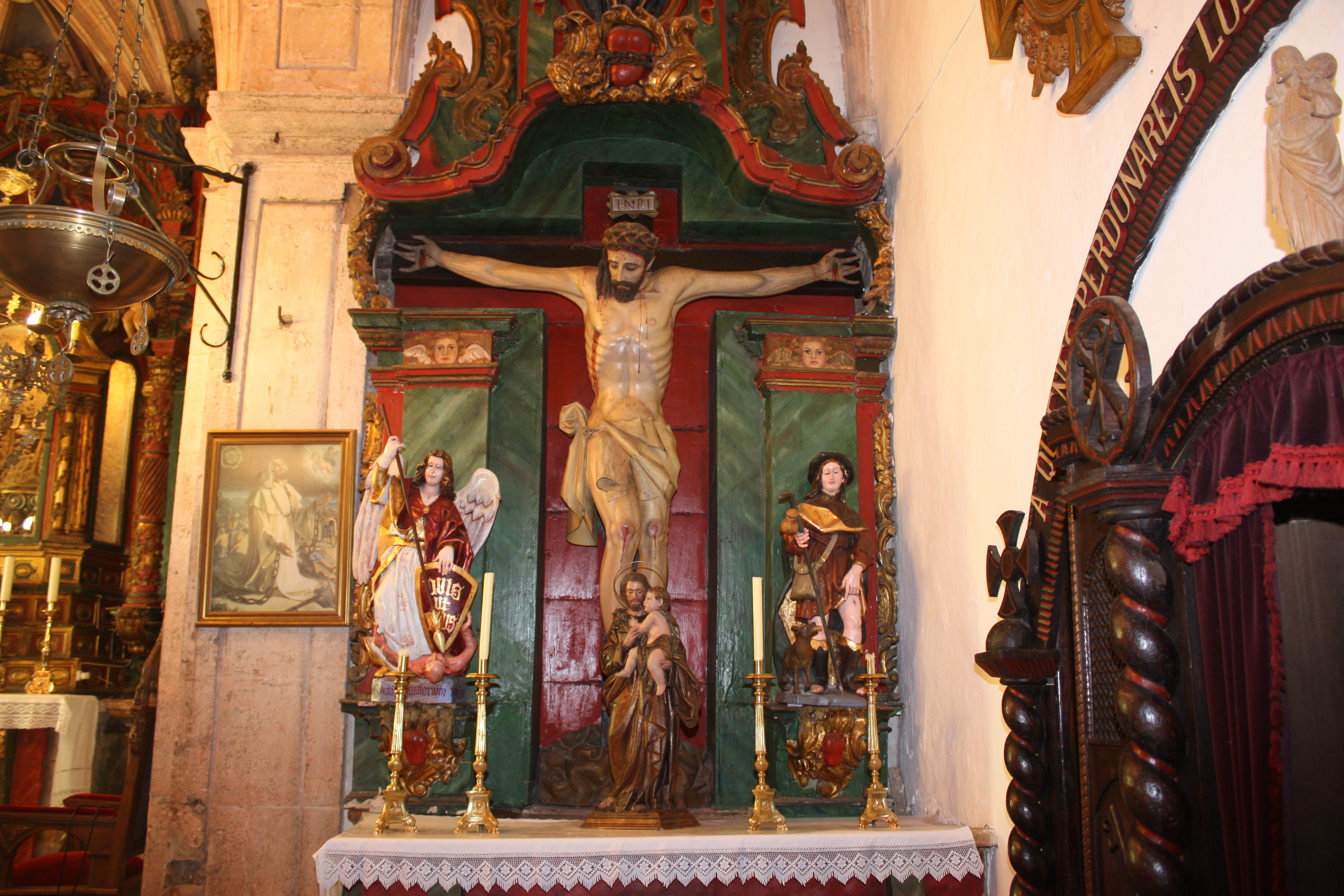
Altar y retablo del Santísimo Cristo crucificado.

En el XVIII también se acometieron una serie de mejoras importantes del santuario como son: la fabricación y colocación de la pila del agua bendita en la fachada principal, la construcción de una escalera de acceso a la tribuna, la reparación del campanario antiguo, la ejecución del antiguo cabildo que costó 154 rs., se encargó el retablo de Nuestra Señora de Lugás al escultor Manuel González Manjoya por un importe  de 1500  reales de vellón y su pedestal, se enlosó del piso de la iglesia que costó 617 rs., se doró el  retablo mayor cuyo importe fue de 1823 rs., se hizo el retablo del   Santísimo Cristo antes citado con un coste de 1500 rs., el retablo de la Virgen del Rosario por un importe de 1120rs., se doró la imagen de Santo Toribio, se remodeló el campanario, se lo coronó con una cruz de hierro y se hicieron algunas obras suplementarias, todo ello por un importe total de 369 rs., se hicieron unas puertas para el templo, una peana para la Virgen de Lugás y un altar de tipo romano por un importe de 1207 rs. y 17  maravedís, se pintó el retablo de la sacristía, el arco de entrada a ella y el púlpito. En el último año de este siglo se reedificó la «Casa de Novenas» que tuvo un coste de 3819 rs. Por lo que respecta a actuaciones religiosas destaca el que en 1724 ya estaba creada la «Capellanía de San Pedro» y en 1784 se pidió licencia para fundar la «Cofradía de Nuestra Señora del Rosario». En el año 1790 se celebró la fiesta de Nuestra Señora del Rosario por primera vez..
En el XIX se terminó la edificación de la «Casa de las Novenas», se compró una lámpara de plata por 110 rs. y que pesaba 62  onzas, se instaló una gran vidriera y se dotó a la iglesia de una nueva  espadaña que sustituyó a la que tenía desde el XVIII. Esta nueva espadaña sufrió las consecuencias devastadoras de un rayo que cayó sobre ella el 8 de marzo de 1832 por lo que tuvo que ser reparado y cuyos gastos ascendieron a 4428 rs. Los donativos de los peregrinos fueron la principal fuente de ingresos para esta reparación por lo que, en conmemoración de ello, se colocó una lápida con la siguiente inscripción: «LOS DEVOTOS DE MARÍA, AÑO 1832, D.O.M.». se pusieron rejas de hierro delante de la Capilla Mayor, y se edificaron los cabildos de las zonas este y oeste..
|                                                                                      |
| Arco del transepto y fecha (1690) y cáliz entre cada dos cifras en círculo superior. |

|                                           |
| Detalle de bóveda sobre el retablo mayor. |

|                                                   |
| Texto en el arco del altar de Cristo crucificado. |

|                                               |
| Pila de agua bendita en la entrada principal. |

|                           |
| Reloj de sol y vidrieras. |

## Estructura y arquitectura
El conjunto arquitectónico lo componen el templo con sus pórticos y atrio, la Casa de las Novenas, la casa rectoral, la biblioteca, el «Altarín» y el «Polvorín», que forman un conjunto armonioso en la explanada que corona el cerro donde se encuentra el santuario.
La iglesia románica se construyó sobre otra anterior de la que no quedan restos; «la primera fundación se remonta a principios de la Reconquista; lo más importante que se conserva corresponde ya al periodo románico del siglo XII», según estudios del artista y arqueólogo Magín Berenguer.

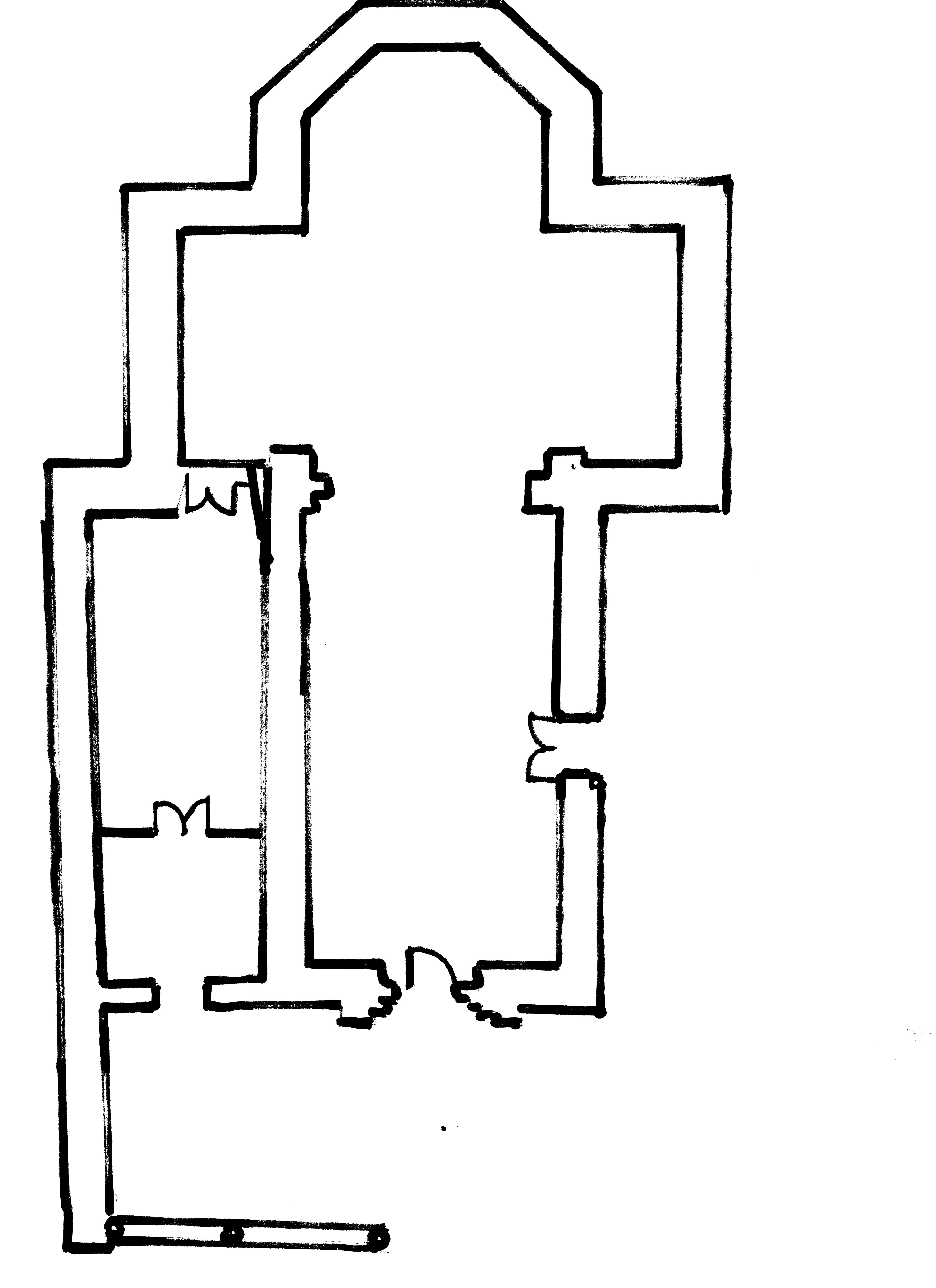
Planta del santuario simplificada.

El templo original constaba de una nave rectangular rematada por una cabecera que tenía un tramo recto y un ábside semicircular a continuación; fue construido en el siglo XIII y derribado en parte para una reforma que tuvo lugar a finales del siglo XVII en la que se construyó el crucero y la cabecera. Solo conserva de estilo románico las portadas al oeste y al sur y el arco del triunfo con seis columnas y sus capiteles; también se construyó durante estas obras de ampliación de la iglesia una sacristía adosada a la fachada norte. En las obras que se hicieron a mediados del siglo XVIII se construyó el atrio que rodea la fachada principal y el muro sur. La sacristía adosada al muro norte, a la altura del presbiterio, se decoró en el siglo XIX con dos óculos abocinados que dan hacia el exterior, al igual que en el muro occidental, pero estos son de mayor tamaño y están más decorados en su interior.
El santuario no es de grandes dimensiones, pero tiene una suntuosidad muy peculiar y es uno de los santuarios marianos de mayor interés artístico de Asturias. Los muros de toda la nave románica están hechos con sillares muy bien escuadrados lo que se considera como hecho de excepción y diferencial en los templos rurales de esta zona.
Su estilo arquitectónico, similar al de otros templos románicos de la zona, permite deducir que sus sillares pudieron ser fabricados en el mismo taller, situado en la zona de Villaviciosa, donde se labraron los de San Esteban de Aramil en Siero, San Juan de Amandi y Santa María de Narzana. Por las mismas razones, pudieron haberse construido en el mismo taller algunos templos de los valles mineros de los ríos Caudal y Nalón, como son las iglesias de Santa Eulalia de Ujo y San Esteban de Ciaño.
Reuniendo todos los datos comunes, parece bastante probable que el monasterio de Valdediós edificara las iglesias de Ujo, Amandi y Aramil, ya que los patronos de esta última están ligados al monasterio cisterciense citado.
|                                                 |
| Mosaico de azulejos de bienvenida al peregrino. |

|                                                |
| Fachada principal a occidente y casa rectoral. |

|                               |
| Pórtico principal de entrada. |

|                                |
| Ábside semi-octogonal al este. |

|                                    |
| Pórticos románicos y atrio al sur. |

### Puerta principal y fachada a occidente

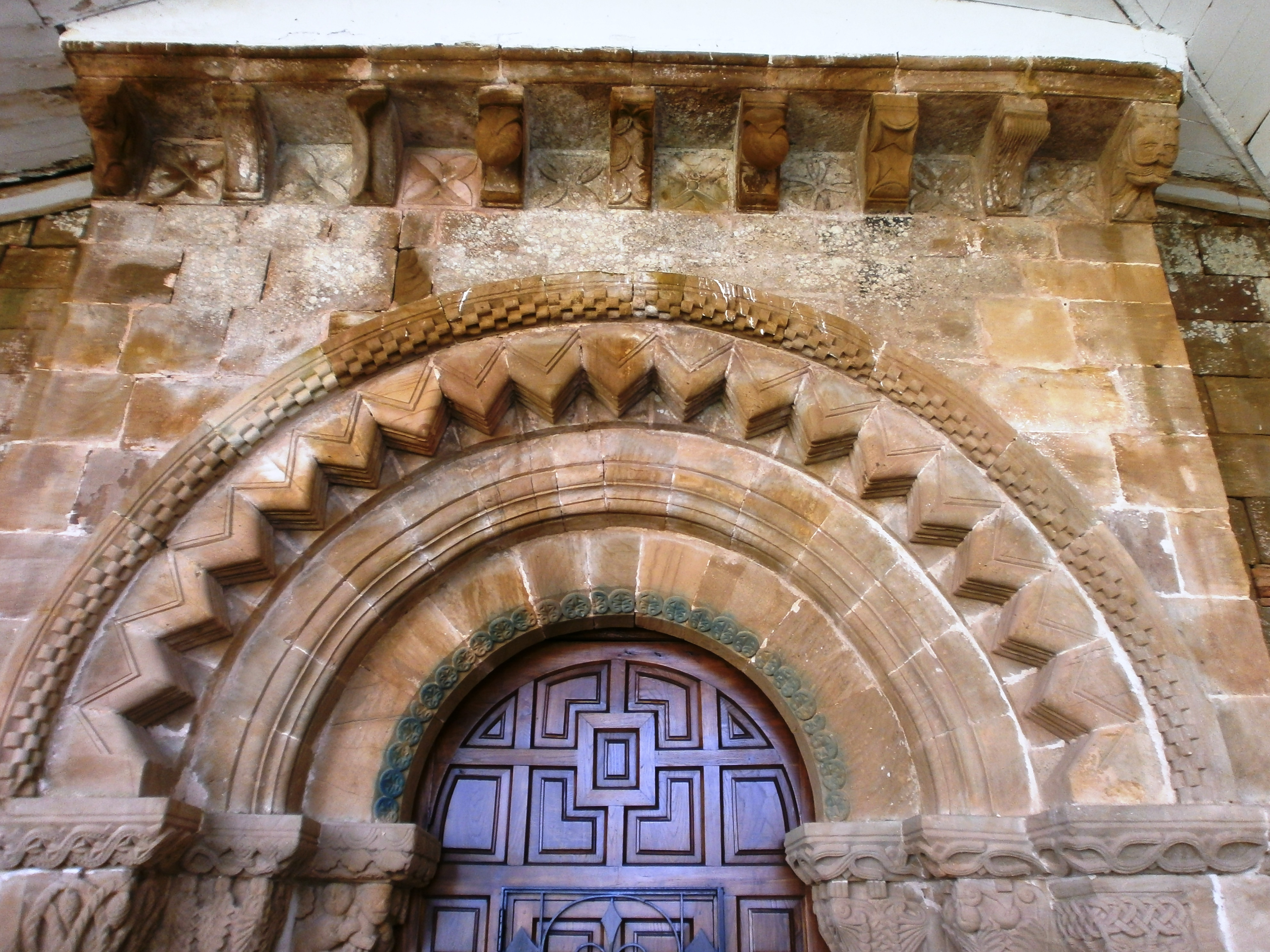
Arco del triunfo y detalle del guardapolvo y tejaroz con nueve canecillos.

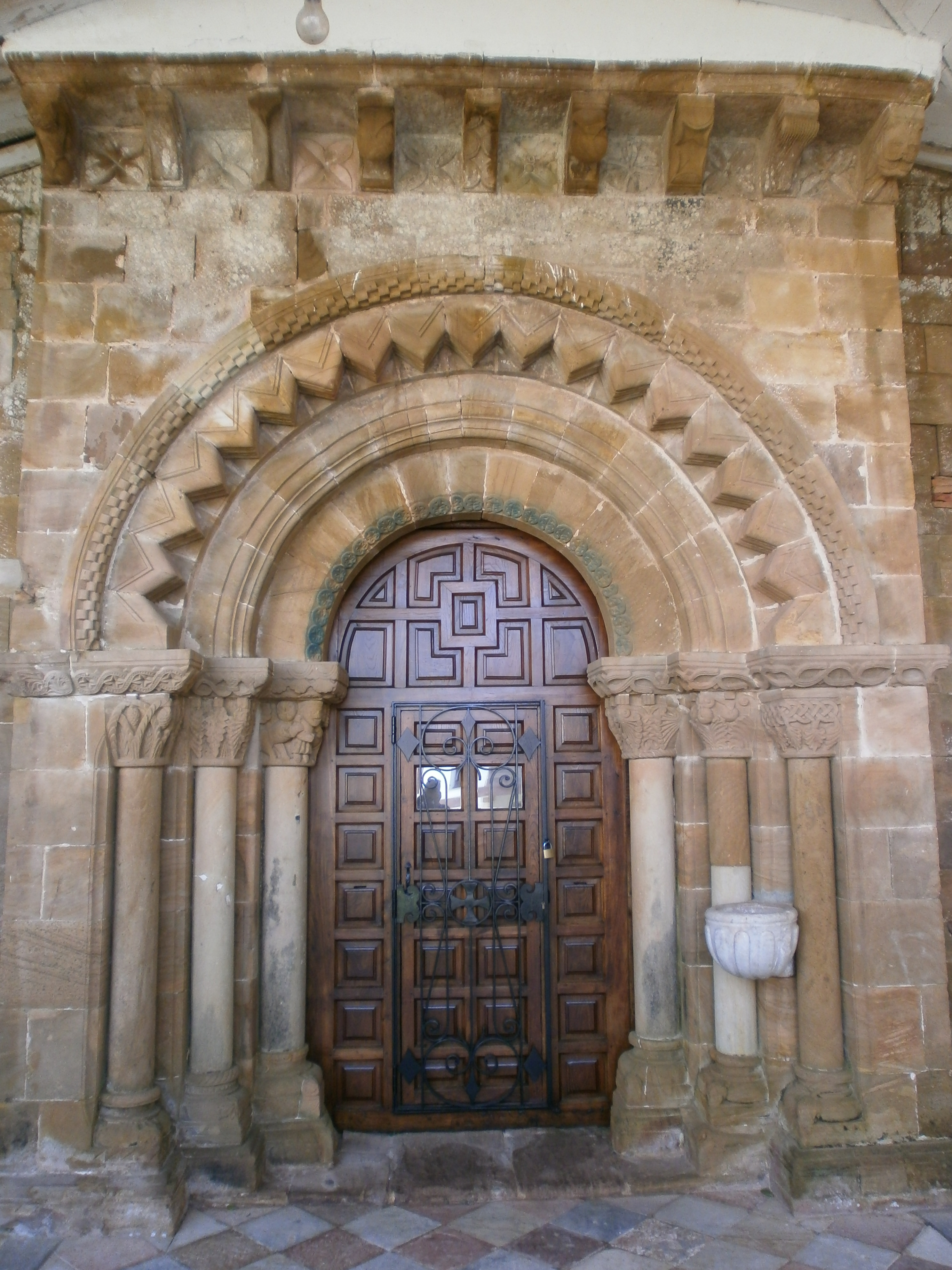
Puerta principal al oeste con guardapolvos y tejaroz.

Arquitectónicamente, destacan las dos portadas románicas: la occidental, que está situada sobre un cuerpo saliente del edificio, y la orientada al sur, de menores dimensiones. La puerta principal, con su «arco del triunfo», tiene tres arquivoltas y tres columnas a cada lado de la puerta con sus correspondientes capiteles. En el muro en el que están las puertas destacan los sillares muy bien escuadrados, algo extraño en aquella época, en la que solo se ponía más interés en las partes fundamentales de soporte de la estructura, como son esquinas, columnas soporte de techo, etc.
El diseño estructural de la puerta principal a occidente está formado por tres arquivoltas de medio punto. La arquivolta exterior está decorada con motivos geométricos en zigzag, la arquivolta intermedia está decorada con unos dibujos que asemejan cañas, y la tercera o interior está compuesta por veintiséis círculos de pequeño tamaño, donde se inscriben hojas cuadrifolias simétricas pero giradas unos grados las de cada círculo respecto a los siguientes. Se apoyan sobre impostas y tres pares de columnas con capiteles decorados con motivos vegetales y de figuras. Todas las arquivoltas están protegidas por un guardapolvo superior semicircular compuesto por tres filas de tacos lisos al tresbolillo y un tejaroz recto y horizontal en la parte superior, sostenido por nueve canecillos separados por tacos con figuras geométricas. Dos canecillos tienen forma zoomórfica: uno representa la cabeza de un animal felino y el otro a un cuadrúpedo. Otros canecillos tienen figuras vegetales o geométricas muy diferentes. Entre ellos, y a modo de separación, hay unos tacos con figuras circulares e, inscritas en cada círculo, otras figuras casi geométricas en forma radial al círculo. En la parte derecha de la puerta tiene una pila de agua bendita de piedra entre la columna intermedia y la exterior, hecha de una sola pieza, pero de ejecución muy posterior a las columnas de la portada. En la portada, en la parte izquierda, se pueden distinguir dos escenas de la Virgen: una es la Presentación de Jesús y Purificación de la Virgen, y la otra es la Visitación de la Virgen a su prima santa Isabel.

#### Capiteles de la zona izquierda
El primer capitel es el más trabajado, y representa a un par de animales con cuerpo aleonado y con una cabeza de monstruo. Hay una figura humana entre ambos que parece estar rezando, pues tiene las manos juntas y la mirada algo levantada. Tanto la tradición como los expertos comentan que esta figura representa al profeta Daniel cuando fue arrojado a una fosa con leones. En el segundo capitel, o capitel intermedio, se representan hojas triangulares con los bordes dentados y apuntando hacia abajo. El capitel más exterior, el de la izquierda o tercer capitel, tiene grabadas cintas formando figuras de grandes hojas de palma abiertas, de las que cuelga una especie de fruto parecido a una piña. Otra opinión de expertos respecto al primer capitel es que bien pudiera representar la lucha entre el bien —identificado en la figura humana central— y el mal, representado por los animales. Esta composición, más o menos similar, se repite en otros templos de Asturias y de otras comunidades, como ocurre en San Cipriano de Zamora. Dentro de Asturias se repite en Amandi, en la cercana Villaviciosa; y en Sotiello y Ujo, en los concejos de Lena y Mieres, respectivamente. También hay alguna iglesia con capiteles que repiten estos motivos en la provincia de León.
|                                                        |
| Capiteles de la zona izquierda de la puerta principal. |

|                                        |
| Capitel más interior o primer capitel. |

|                                       |
| Capitel intermedio o segundo capitel. |

|                                    |
| Capitel exterior o tercer capitel. |

#### Capiteles de la zona derecha
Estos capiteles, distintos a los anteriores, también colaboran a la decoración de la puerta principal del templo. El capitel interior, el más próximo a la puerta, está decorado con hojas de nervios rizados y forma triangular invertida. El segundo y tercer capitel tiene hojas nervadas, entrelazados y volutas. Sobre los capiteles de ambos lados hay unos cimacios decorados por cintas que envuelven motivos geométricos, palmetas y otros motivos de tipo vegetal. Las hojas nervadas están en posición invertida, es decir, con la punta hacia abajo, lo mismo que ocurre en la iglesia de Sotiello (Lena), en la de Arbas del Puerto (en León, casi en el límite con Asturias por el puerto de Pajares), en Amandi en (Villaviciosa) y algún otro más de la zona.
Sobre los capiteles de uno y otro lado se sitúan nueve canecillos con alineación recta, que a la vez sostienen el alero o tejaroz, que es la parte de la cubierta que sobresale del muro.
|                                                      |
| Capiteles de la zona derecha de la puerta principal. |

|                                        |
| Capitel más interior o primer capitel. |

|                                       |
| Capitel intermedio o segundo capitel. |

|                                    |
| Capitel exterior o tercer capitel. |

### Fachada al sur y su portada

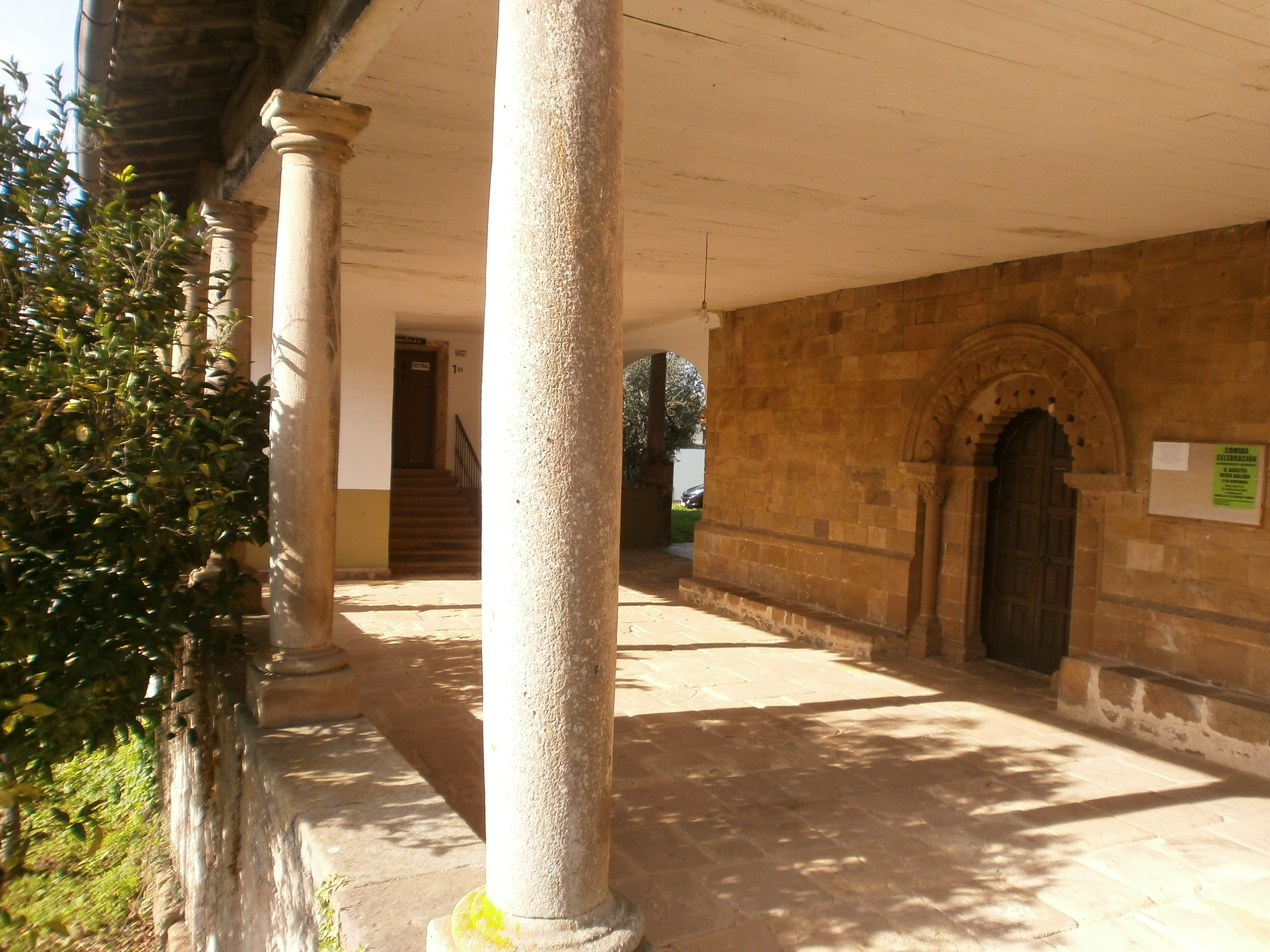
Fachada, puerta y atrio al sur.

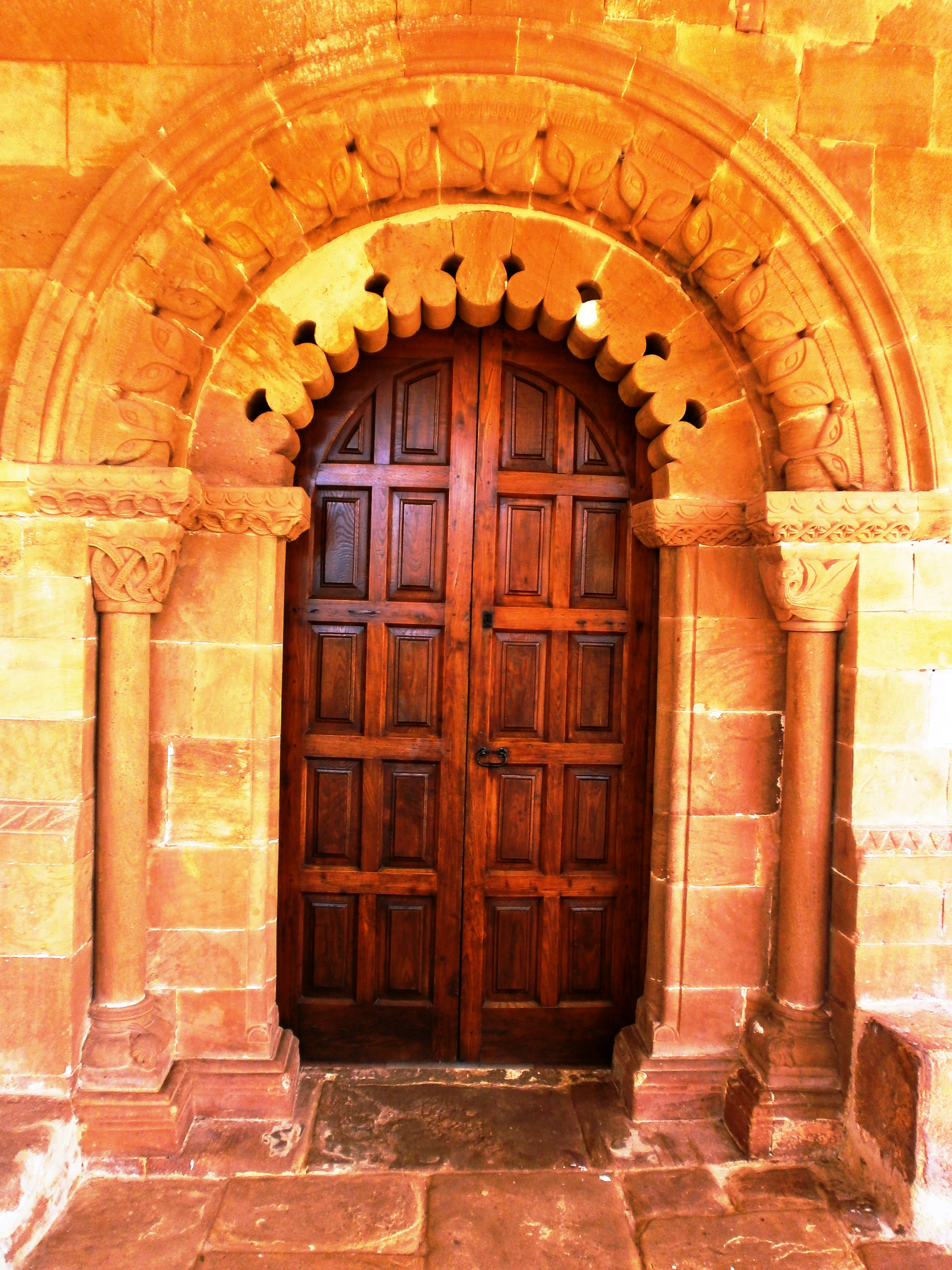
Puerta lateral al sur.

La portada situada en la fachada sur es más sencilla, pues solo tiene dos arquivoltas de medio punto, una decorada con «rollos zamoranos» cerrados y otra con cabezas en pico que se esculpen a medio relieve. La doble arquivolta está protegida por un guardapolvo y se apoya sobre columnas a cada lado con capiteles decorados. En la arquivolta exterior, las cabezas en pico se relacionan con rostros humanos de tradición normanda, pero parecen más bien, en este caso, cabezas de lechuza, más inusuales como elemento decorativo pero de gran contenido simbólico. Estas cabezas en pico se encuentran también en Francia, Inglaterra e Irlanda: en Francia están en templos de Normandía, Guyena, Borgoña y Poitou, entre otras regiones; en Inglaterra se encuentran en gran número de templos en los condados de Lincoln, Hereford, Kilkhampton, York, Cornualles y varios más; y, en Irlanda, en el templo del condado de Offaly. Por otro lado, las cabezas en pico inscritas en un semicírculo que hay en este santuario son muy similares a las existentes en las iglesias del condado de Cornualles, como son las de Morwenstow, Kilkhampton y algunas más.

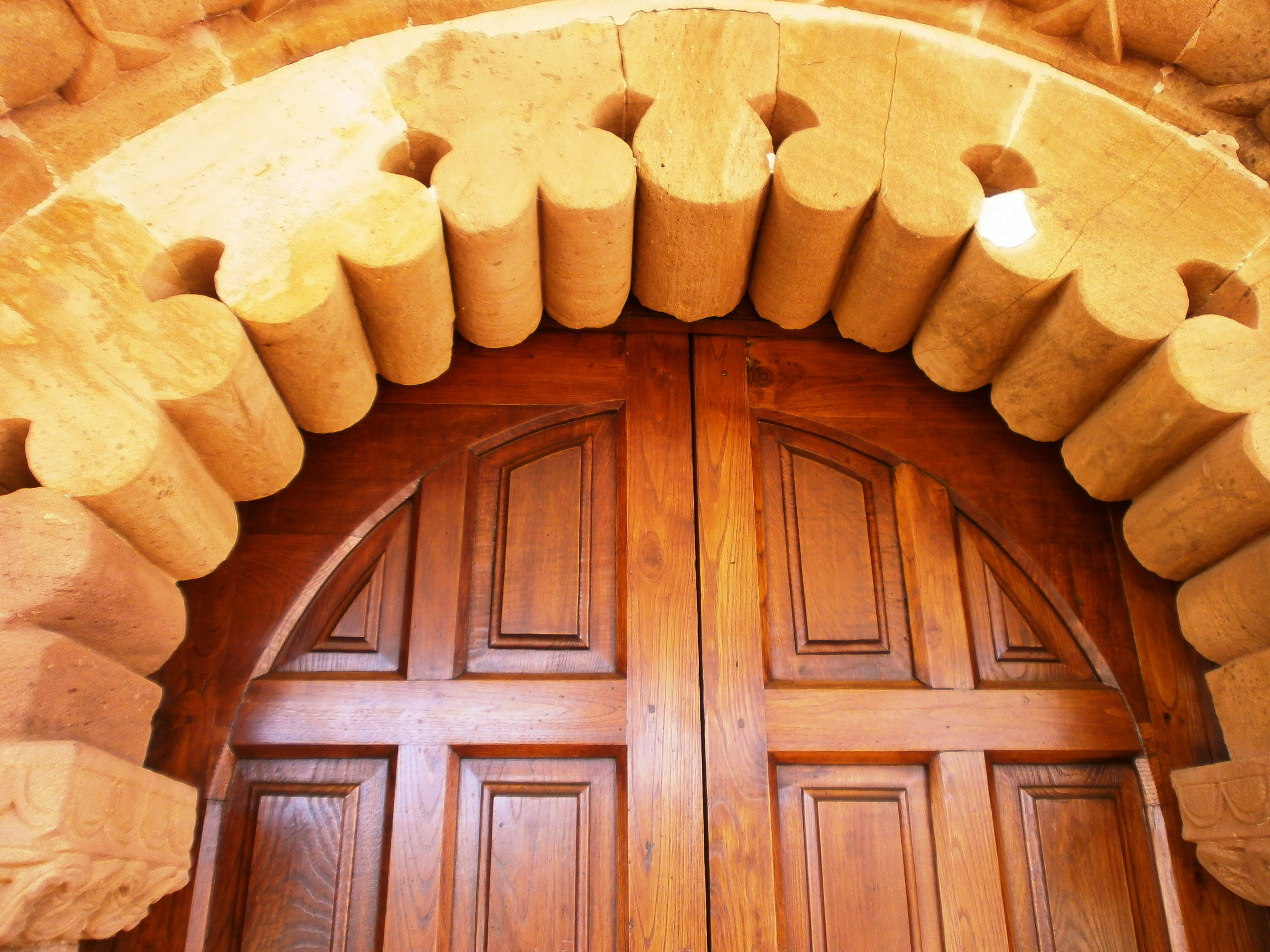
Detalle de arquivolta de rollos zamoranos en la puerta lateral.

Estas decoraciones se pueden ver en Asturias en numerosos templos, no solo de la zona de Villaviciosa, sino en las zonas de los valles mineros de los ríos Caudal y Nalón, como son las iglesias de San Esteban de Ciaño, Santa María de Arbas, San Juan de Mieres, San Esteban de Aramil y San Juan de Amandi, con la diferencia de que estas cabezas en la zona de Villaviciosa tienen forma triangular.
La segunda arquivolta está decorada en su totalidad por «rollos o lóbulos zamoranos» cerrados, que tienen como característica principal el que se emplearon por primera vez en la Portada del Obispo de la Catedral de Zamora, que tiene las cuatro arcadas con rollos, por lo que suelen llamarlos así. Sin embargo, para otros especialistas en la materia, como son  Gudiol y Gaya Nuño, este tipo de decoración ya había sido utilizada en un arco de la Mezquita de Córdoba; algún otro lo fecha en épocas mucho más anteriores, como Chueca Goitia, que lo vincula a decoraciones sirias. Junto a la vieja mezquita arábiga de Huesca se alzaba en el siglo XII la pequeña iglesia románica dedicada a Santa María de los Gozos, de la que queda un pórtico compuesto por tres arquivoltas con rollos exentos en su intradós. Se pueden encontrar en zonas más próximas en las iglesias de San Esteban de Aramil, Santa Eulalia de Ujo y San Esteban de Ciaño. En el siglo XIX se le añadió un pórtico de columnas que rodea a la iglesia a modo de atrio por las fachadas que dan al sur y a occidente, fundamentalmente por las cuestiones meteorológicas adversas que sufren las zonas norte u oriental.

#### Capiteles de la puerta meridional

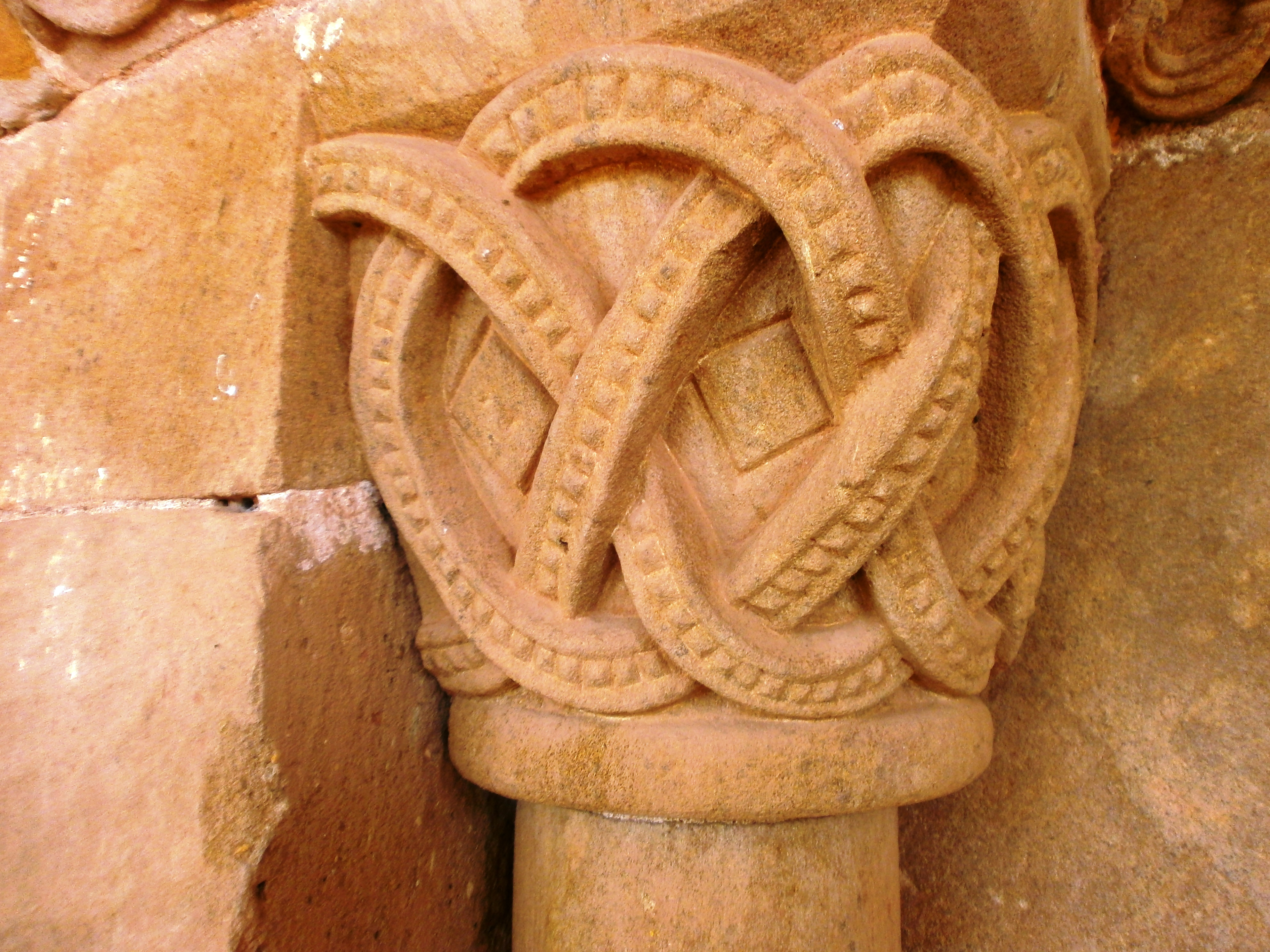
Capitel izquierdo de puerta al sur.

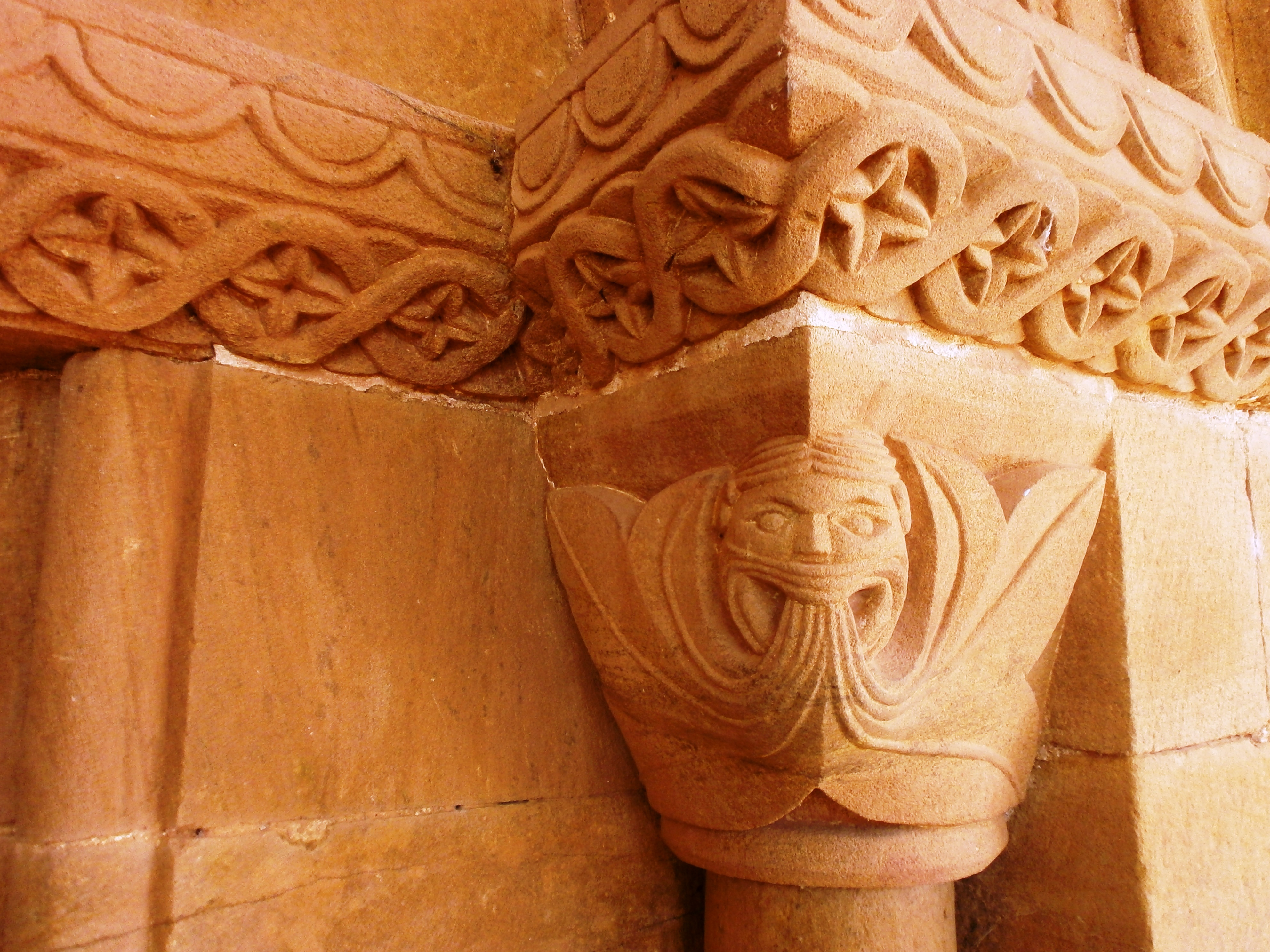
Capitel derecho de puerta al sur.

La puerta lateral al sur tiene solamente dos columnas con sendos capiteles y guardapolvos. Están apoyadas en plintos sencillos y elevados del suelo por encima del rodapié que rodea la portada.
El capitel de la parte derecha de la puerta representa una cabeza que más bien parece humana, que está comiéndose unas grandes hojas que ocupan casi toda la cesta y que se dividen en dos especies de ramas que se voltean hacia la parte superior del capitel, hasta la altura de la cabellera del ser que se las come. El capitel de la parte izquierda está formado por unas cintas ampliamente enlazadas y trenzadas. A todo lo largo de ellas y en su parte central tiene una especie de perlas o adornos cuadrados. Todo este trabajo está en altorrelieve sobre un fondo en el que aparecen tres rombos casi cuadrados. Es un capitel de gran belleza artística y geométrica, aunque se desconoce el significado.

### Estructura y decoración del interior del templo
En el interior, la nave se separa de la entrada por un arco románico de doble arquivolta con motivos en zigzag que se apoya sobre columnas con capiteles decorados. La nave tiene una cubierta de madera y la de la cabecera es una bóveda nervada estrellada; la sacristía está cubierta con bóvedas nervadas baídas. Hasta finales del siglo XVII, en el que fue derribada parte del templo, el arco triunfal comunicaba directamente con la única nave y el ábside. Este arco tenía tres arquivoltas semicirculares que se apoyaban en plintos o pedestales, que son elementos en forma de paralelepípedo dispuestos bajo la basa, que es la parte inferior de la columna que tiene como fin servir de punto de apoyo al fuste de la columna o de la pilastra, formando parte de ella, generalmente apoyada en el suelo.
Las tres arquivoltas semicirculares —que también en este caso estaban protegidas por guardapolvo— se apoyaban en columnas que, a su vez estaban sobre plintos. La primera, es decir, la más exterior, estaba decorada con el motivo geométrico del zigzag; la segunda o intermedia disponía de molduras aboceladas, que tiene forma de bocel, consistente en una moldura convexa lisa, de sección semicircular, y una cenefa adornada con motivos vegetales; la tercera rosca o arquivolta no tenía adornos de ningún tipo.
De los capiteles de la izquierda, uno representaba a dos aves enfrentadas; otro a la Virgen, que sostiene al Niño Jesús entre sus brazos; y el tercero unos motivos florales que podrían ser palmas, junto a un par de músicos a cada lado. Los de la derecha tienen: uno a dos leones enfrentados pero no en actitud de lucha; los otros dos estaban decorados con motivos florales. Los leones enfrentados es un motivo decorativo muy frecuente en iglesias de Asturias, como las de Santa María de Narzana, Ceares, San Andrés de Valdebarcena y Ujo.

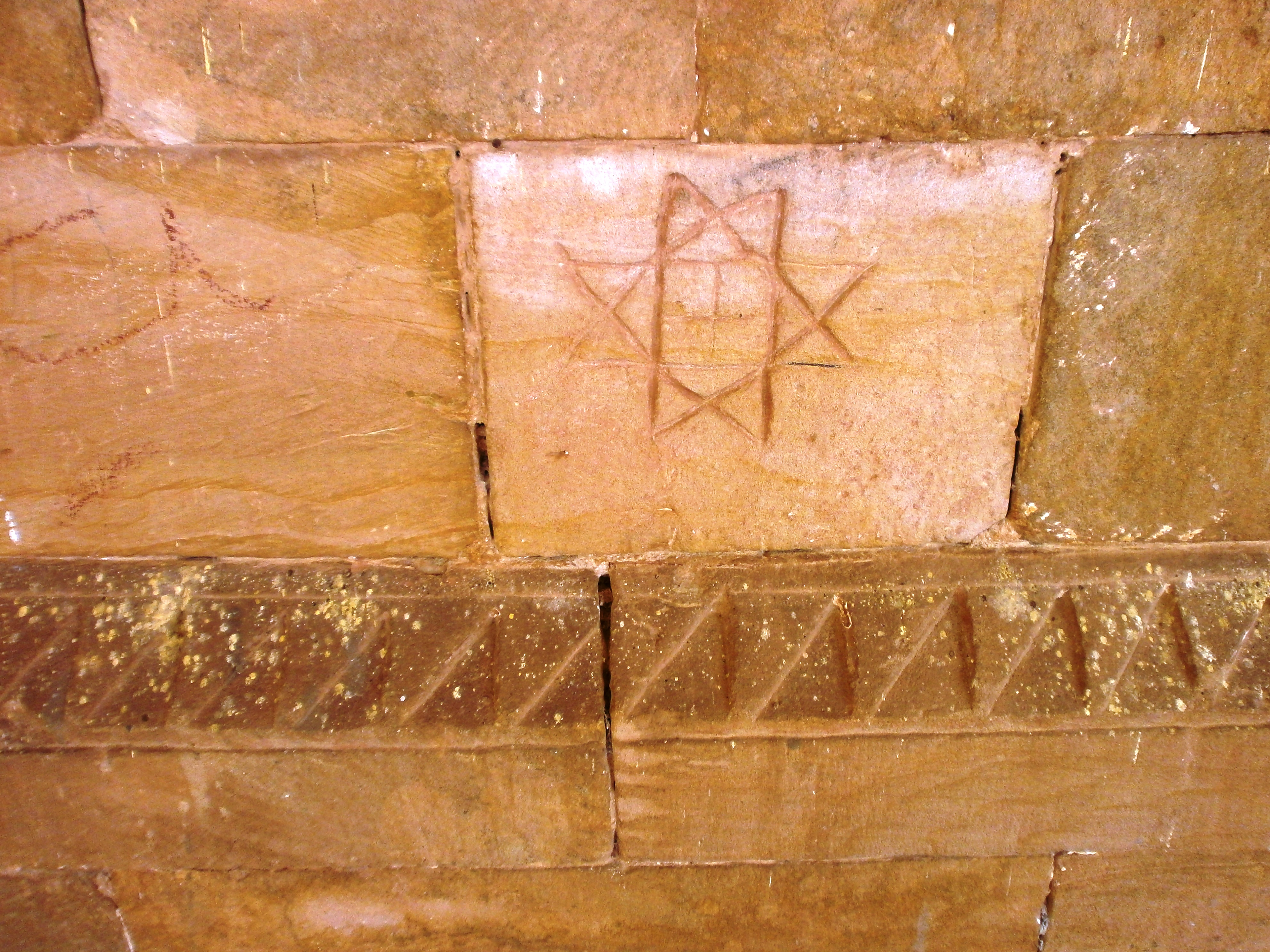
Marca de los canteros.

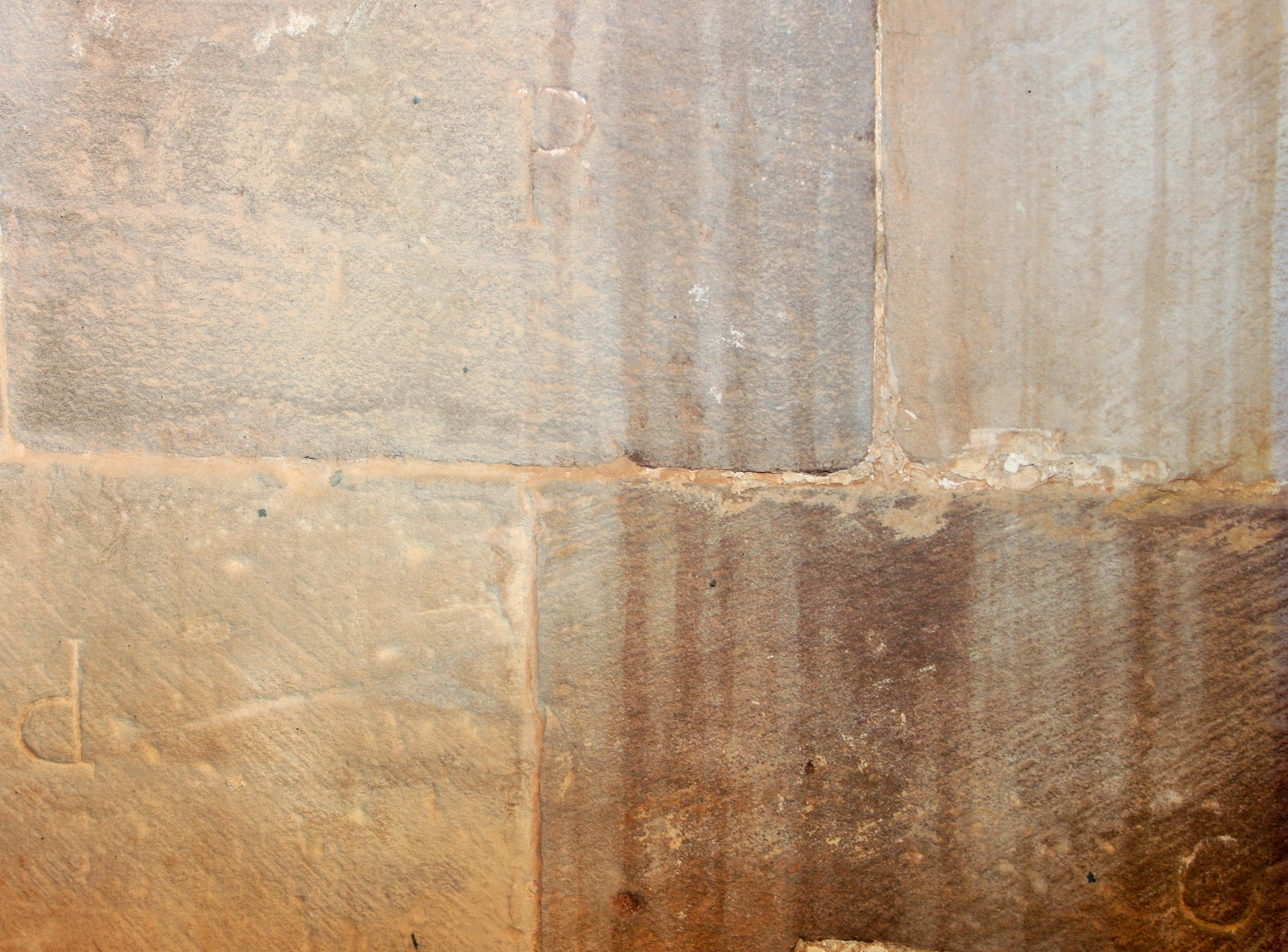
Marcas de los canteros en tres sillares adyacentes.

El retablo actual data de 1751 y es obra del escultor ovetense Manuel González Manjoya pues el anterior retablo de santo Toribio y el camarín fueron destruidos por un incendio. El retablo se terminó el año 1760, al mismo tiempo que el enlosado del templo, que posteriormente fue recubierto por el actual enlosado de mármol. El retablo de la Virgen del Rosario se concluyó en 1788 y el del Santo Cristo en 1783. La imagen de Nuestra Señora de Lugás está situada sobre una gran peana que se realizó en 1789 y el retablo mural de la sacristía, en 1796. La imagen de la Virgen es una gran talla del siglo XII, actualmente de vestir, que tiene al Niño Jesús entre sus brazos, sentado sobre el brazo izquierdo. El Niño tiene una manzana en su mano derecha y un libro en la izquierda.
Otro motivo a destacar son las marcas de cantero, que son símbolos o alegorías grabadas por los canteros en la piedra, que en la antigüedad y Edad Media representaban realidades o ideas abstractas mediante sus rasgos, figuras o atributos; en la actualidad desconocemos su interpretación, por haber perdido o cambiado su significado simbólico. 
En este templo se repiten mucho las letras S, P, M y B, además de una estrella. Con estos símbolos también ocurre lo mismo que en las decoraciones de los capiteles, y es que se repiten prácticamente en las mismas iglesias o zonas, como son: Santa María de Narzana, Ceares, San Andrés de Valdebarcena y Ujo, además de varias de la zona de Villaviciosa que es donde se ubica este templo de la Virgen de Lugás.

## Retablos e imágenes en el Santuario de Lugás

### Cuadros de la Inmaculada y la Magdalena

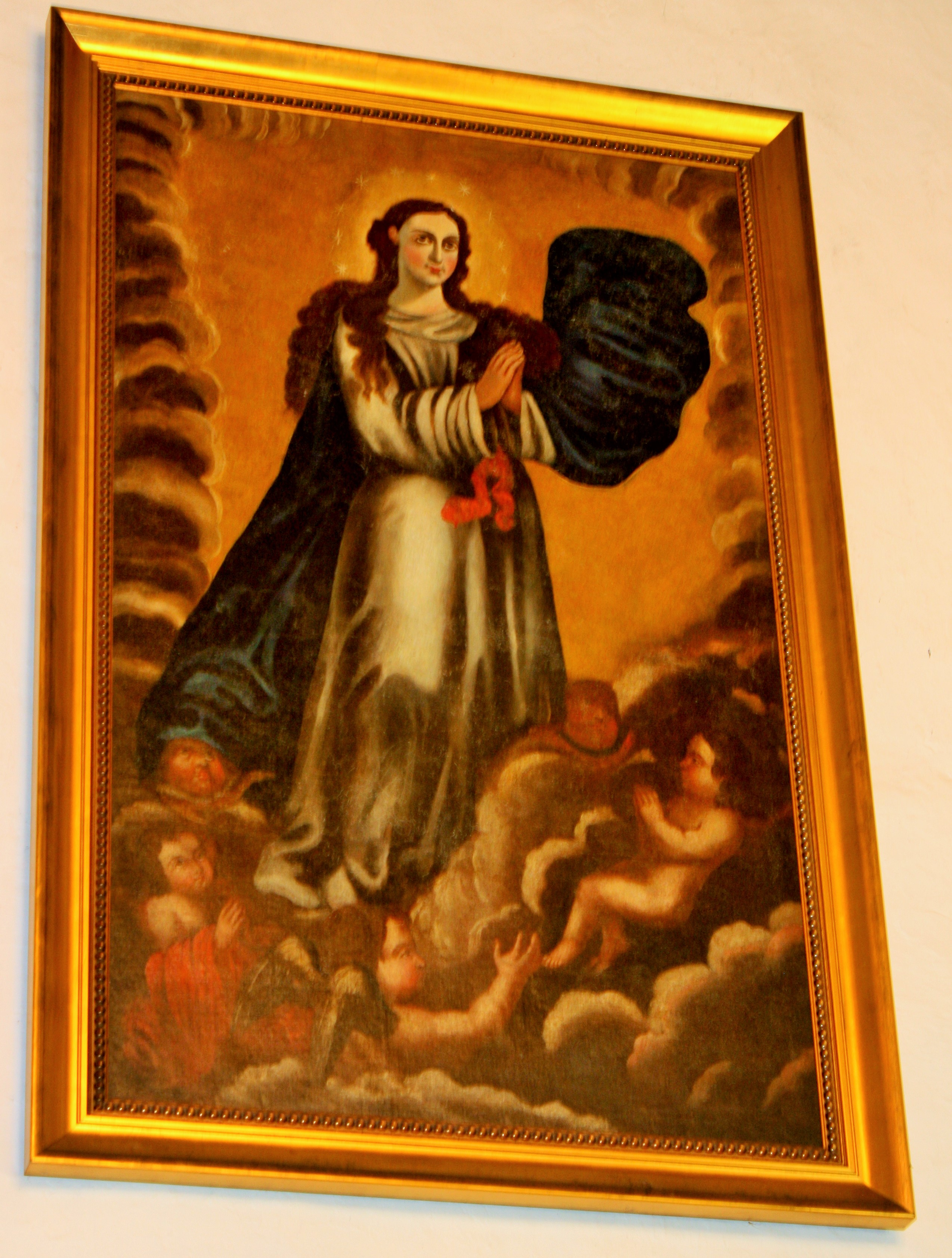
Inmaculada Concepción.

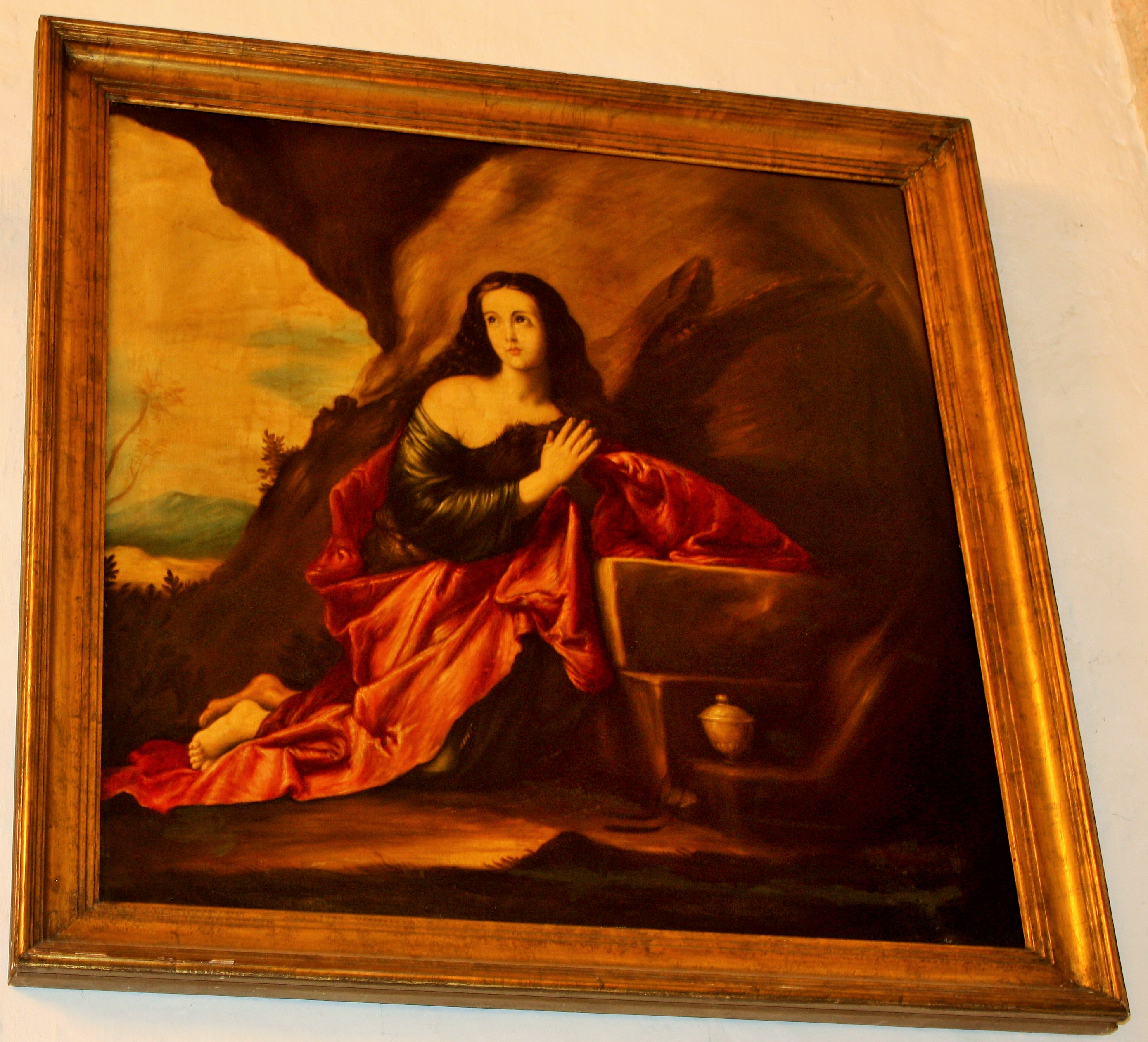
Santa María Magdalena penitente.

El santuario tiene dos cuadros de gran tamaño situados en los brazos de la planta de la edificación. Uno es una reproducción del cuadro que hizo Murillo de la Inmaculada Concepción para poner en la Catedral de Sevilla.
El otro es un cuadro de María Magdalena penitente, copia del que pintó José de Ribera "El Españoleto".

### Retablos viejo y nuevo de Nuestra Señora de Lugás
El retablo es de 1676. Está formado por el camarín actual que el maestro Manjoya incorporó al retablo nuevo de la Virgen de Lugás, de estilo románico, si bien se realizó mucho más adelante, con el Niño en su parte izquierda. Para la imagen de la Virgen se encargó un manto en 1850.
El retablo nuevo conserva la imagen románica de la Virgen de Lugás con el Niño en brazos, pero, ya en el siglo XX, la transformaron en «imagen de vestir». Además de la Virgen, están las imágenes de san José de 1858 —que se colocó en el retablo en 1946—, la de san Pedro y la del Sagrado Corazón de Jesús. En el año 1946 se añadió la de san Antonio.

### Retablo viejo del Santísimo Cristo
El retablo viejo tenía dos imágenes sobre sendas peanas que podrían ser de la Virgen y de san Juan. Antes de 1690 estaban situados en la única nave que tenía el templo, en el lado correspondiente a la epístola. En el inventario que se hizo en 1708 figuraban las imágenes de  San Miguel y  San Roque si bien en la actualidad solo queda una efigie del «Santísimo Cristo» ya que las otras dos se quemaron en un incendio en 1937.

### Retablo nuevo del Santísimo Cristo y Virgen de los Dolores
El retablo nuevo es del siglo XVIII y su autor fue un artista de la localidad de Nava, a unos 18 km del Santuario de Lugás. Este retablo lo presidía una valiosa imagen del Santo Cristo que parece ser de Luis Fernández de la Vega (1601-1675), según el investigador Ramallo Asensio. El retablo está flanqueado por las imágenes del arcángel san Miguel y  San Roque. En la sacristía existía un retablo pintado de Jesús Crucificado con la ciudad de Jerusalén al fondo. Estaba hecho en 1829 pero en la actualidad ha desaparecido.

### Retablos de Santo Toribio y de San Antonio
El retablo de santo Toribio estaba situado en una hornacina de la nave del lado del evangelio. La imagen era barroca y tenía un báculo dorado. Era obra de Juan de Medina Cerón, y data del año 1605. Tenía a su alrededor las imágenes de santa Apolonia, santa Eulalia, san Roque y san Antonio de Padua, todos ellos realizados en medio relieve. Este retablo desapareció en un incendio en 1937. En la actualidad, ocupa su lugar el retablo de la Virgen del Carmen.
El de san Antonio data del siglo XVII, en el cual la imagen del santo era «de vestir», para lo cual se adquirió en 1850 un manto bordado en oro. Este retablo fue destruido por un incendio que también tuvo lugar en el año 1937.

### Retablo de Nuestra Señora del Viso

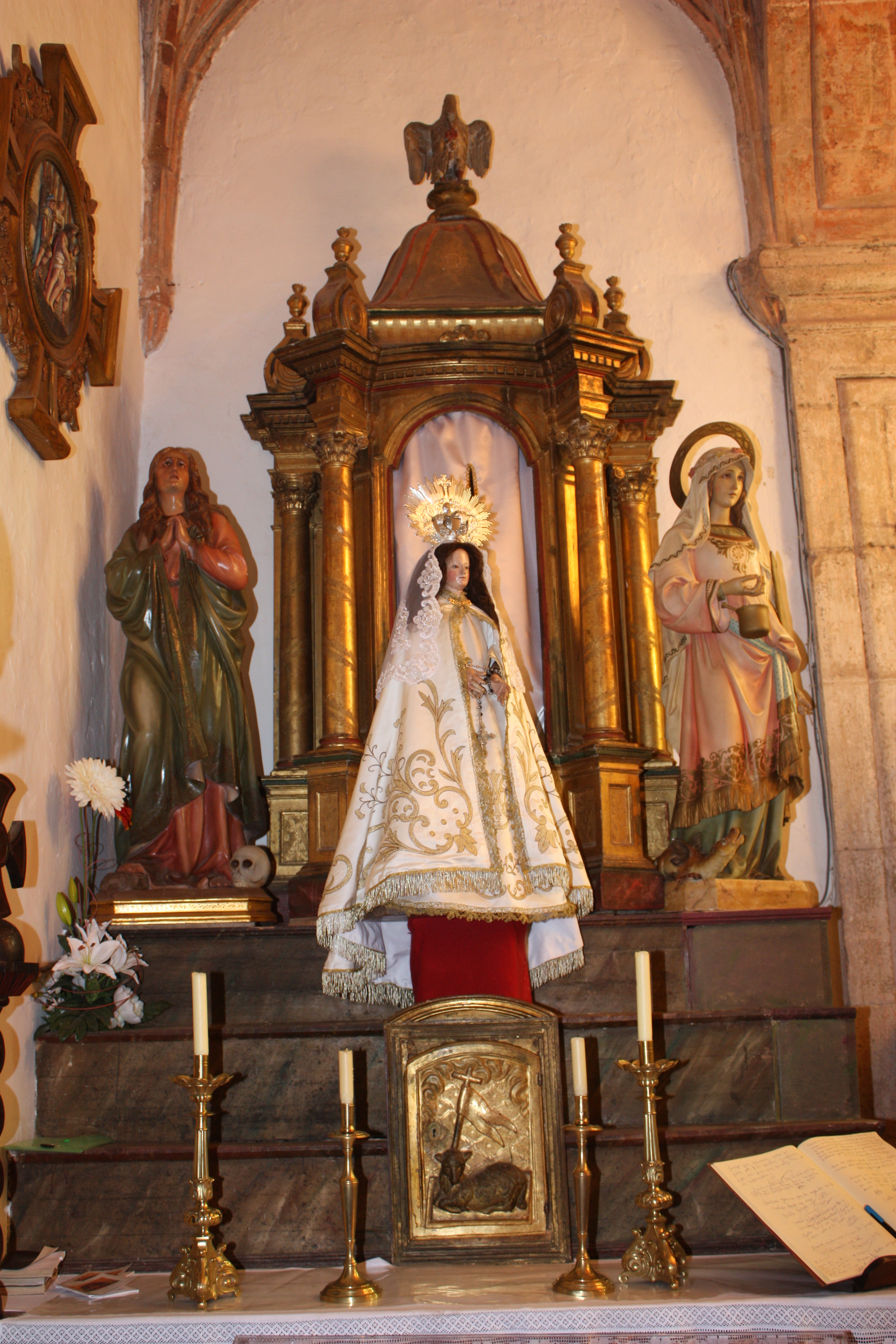
Altar y retablo de la Virgen del Rosario flanqueada por Santa Marta y Santa María Magdalena.

Este retablo, que en principio fue situado sobre el altar dedicado a Nuestra Señora del Viso y que posteriormente ocupó su lugar la Virgen del Rosario, se construyó en el año 1784 por Francisco López. Tiene, además de la figura de la titular, Nuestra Señora del Viso, la del arcángel San Miguel, que era muy venerado y querido por los peregrinos que acudían desde Carreño, Gozón y Avilés. Sin embargo, casi un siglo antes, en 1708, ya se hablaba de las imágenes de san Francisco y de Nuestra Señora del Viso. En la actualidad no aparecen ninguna de las tres imágenes y, en su lugar, están las de Nuestra Señora del Rosario, la de santa Marta y santa María Magdalena.

## Conclusiones de los expertos
A la vista de los datos proporcionados más arriba, los expertos en las construcciones prerrománicas asturianas parecen deducir que la iglesia de Lugás la hubiese construido el monasterio de Valdediós a comienzos del siglo XIII. También las numerosas identidades entre los elementos decorativos de Lugás y los de otros templos como los antes citados llevan a la lógica conclusión de que todas ellas fueran construidas por las mismas personas o, al menos, por personas de los mismos talleres.

## Privilegios

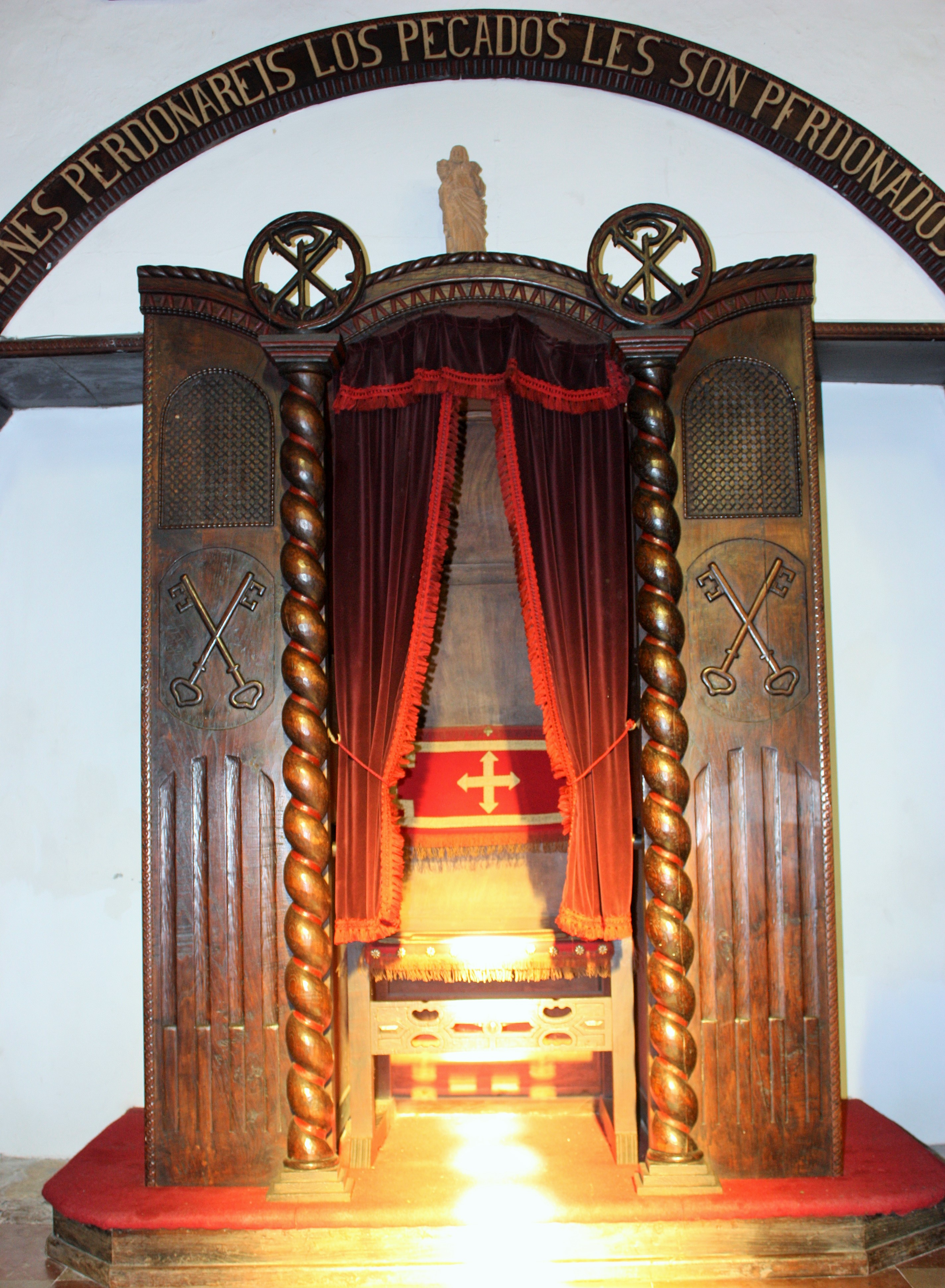
Confesonario de madera artísticamente repujada.

Desde tiempos inmemoriales, el santuario de la Virgen de Lugás y sus devotos y peregrinos disfrutaron de varios jubileos, cumpliendo siempre las «condiciones acostumbradas» que dice la Iglesia católica: comulgar ese día —confesando previamente si no se estuviera en estado de gracia—, confesar en el plazo de una semana, anterior o posterior a la fiesta, rezar el Credo y una oración por el papa, y aborrecer cualquier pecado venial o mortal deliberado que se hubiese cometido.

### Jubileo antiguo
Desde el siglo XVI —o quizá antes— el santuario de Nuestra Señora de Lugás tenía «jubileos plenarios», aunque no se sepa con certeza la fecha y el papa que lo concediese. Se podía lucrar indulgencia plenaria visitando el santuario los siguientes días (por orden cronológico del año natural): el 23 de marzo, día de santo Toribio; el 24 de junio, san Juan Bautista; el 8 de septiembre, Natividad de Nuestra Señora; el 29 de septiembre, día de san Miguel Arcángel; y el primer domingo de octubre, día de Nuestra Señora del Rosario.

### Jubileo del papa Pío VI
El papa Pío VI reiteró los privilegios que ya tenía el santuario mediante un breve apostólico que dice así:

Pío VI, Para memoria perpetua. Con el fin de aumentar la religiosidad... haber confesado y comulgado visitaren, con devoción la Iglesia Parroquial... en su advocación de Lugás... el ocho de septiembre y otros días del año... les concedemos benignamente Indulgencia Plenaria de todos sus pecados y remisión de ellos. Dado en Roma, en Santa María la Mayor, con el sello del Pescador, el día octavo del mes de noviembre de 1788, año decimocuarto de nuestro Pontificado. Pavaso, por la Comisión de Cruzada, en 17 de noviembre de 1788.

### Explicación del jubileo del papa Pío VI
Dado que el breve del papa Pío VI designaba un día concreto para lucrar indulgencias y dejaba otros días del año «que habrán de ser determinados», el obispo Gregorio Ceruelo de la Fuente lo aclaró en una visita pastoral que hizo en 1920 al arciprestazgo de Villaviciosa, de la siguiente manera:

En virtud de la facultad que se nos concede en el Breve Apostólico, señalamos los días de la Fiesta Sacramental y la del Santísimo Rosario para ganar la Indulgencia Plenaria que se expresa. Santa Visita de Villaviciosa y mayo 23 de 1820. Gregorio, Obispo de Oviedo.

### Jubileo del papa Juan Pablo II
A finales del siglo XX, el papa Juan Pablo II decidió ampliar los días en que se podía lucrar el jubileo de la siguiente manera:

Gabino Díaz Merchán, Arzobispo de Oviedo, solicita que todos los fieles cristianos, en las condiciones de costumbre de confesión y comunión y, después de haber orado por las intenciones de Su Santidad, puedan ganar Indulgencia Plenaria en las fiestas de San Juan Bautista, el 24 de junio; de la Natividad de la Bienaventurada Virgen María, el ocho de septiembre; del arcángel San Miguel, el 29 de septiembre y del Santísimo Rosario, el siete de octubre o primer domingo, con tal de que visitaren el Santuario de la Bienaventurada Virgen de Lugás... concediendo benignamente la gracia solicitada en los términos contenidos en las preces por un periodo de siete años. Dado en Roma, en San Pedro, el día 17 de mayo de 1984. Luigi, Cardenal Dadaglio, Penitenciario Mayor en funciones de la Santa Iglesia. Luigi de Magistris, Secretario.

### Explicación del jubileo para el Año Mariano
Con motivo del año mariano de 1987-1988, el papa Juan Pablo II concedió la posibilidad de lucrar indulgencia plenaria, como se observa en el apartado anterior; el arzobispo de Oviedo, Gabino Díaz Merchán, nombró al santuario de la Virgen de Lugás como «santuario comarcal» de la siguiente forma:

Nos, el Dr. Don Gabino Díaz Merchán, por la gracia de Dios y de la Santa Sede Apostólica, Arzobispo de Oviedo. A tenor del Decreto de la Sagrada Penitenciaría Apostólica de 2 de mayo del presente año, designamos como SANTUARIO en que se puede lucrar Indulgencia Plenaria, con ocasión de peregrinaciones, visitas colectivas, participaciones en los ritos litúrgicos, como la Santa Misa celebración penitencial, Santo Rosario o cualquier otro piadoso ejercicio en honor de la Santísima Virgen María, durante el Año Mariano, al Santuario de Nuestra Señora de Lugás. La Indulgencia Plenaria se puede obtener solamente una vez al día, cumpliendo con las condiciones acostumbradas de confesión, comunión y oración por las intenciones del Papa y puede ser aplicada por los difuntos en forma de sufragio. En el Arzobispado de Oviedo, a 16 de julio de 1987. Gabino, Arzobispo de Oviedo.

## Favores y milagros

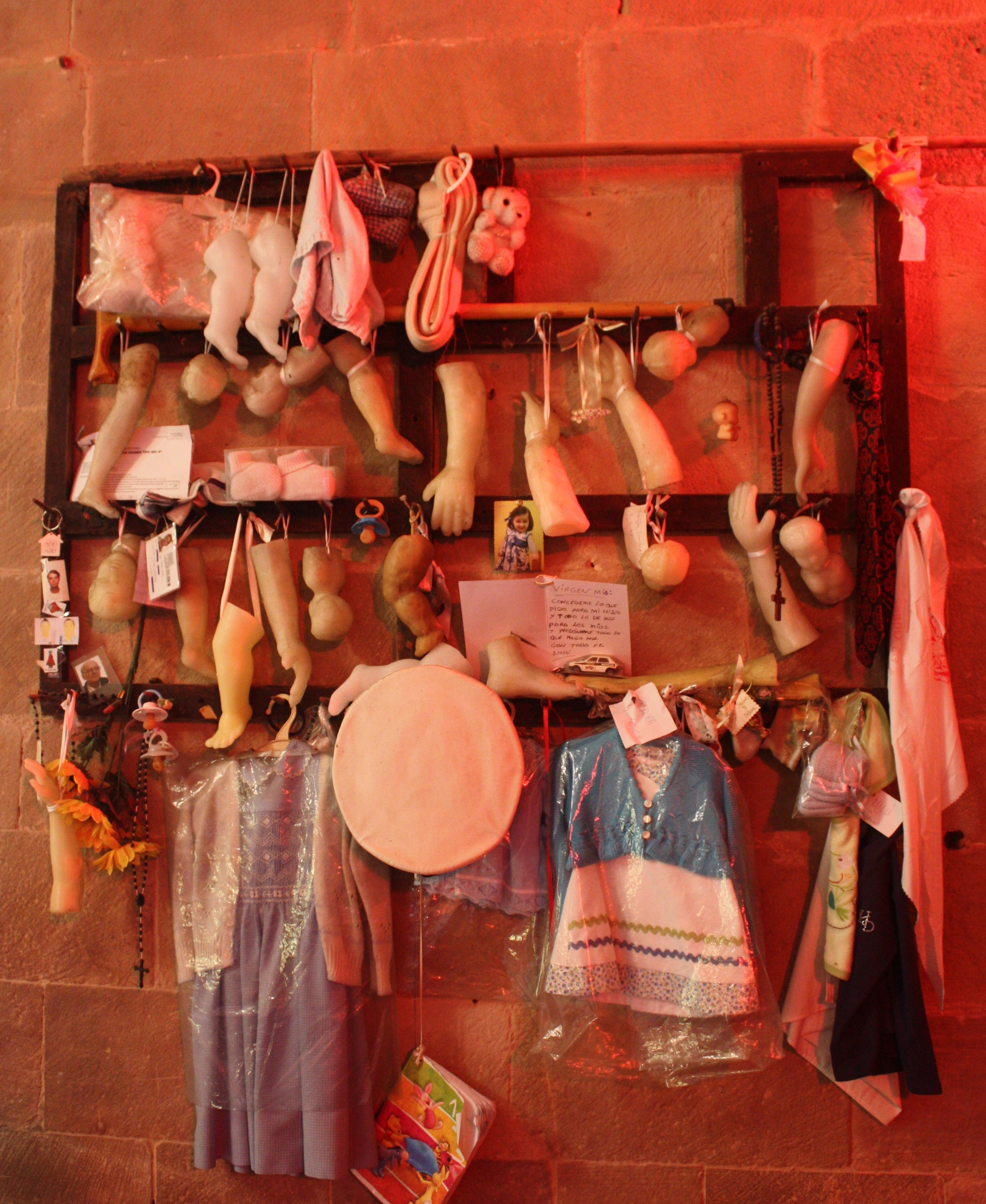
Zona de colocación de los exvotos.

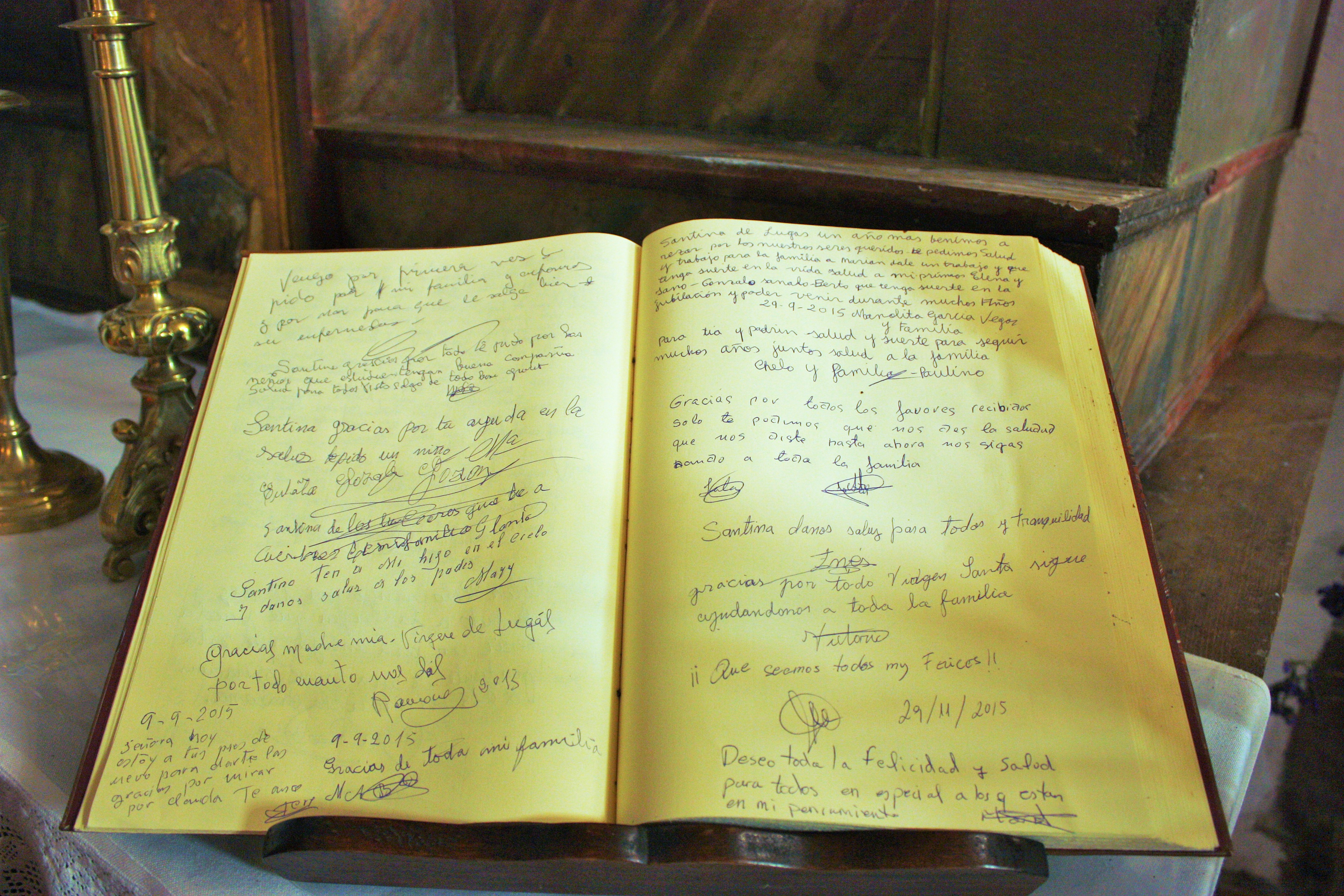
Libro de visitas, con peticiones y acciones de gracias.

Desde que aquel labrador encontrase enterrada una estatua de madera de la Virgen mientras araba, el pueblo no ha cesado de poner bajo su protección e intercesión poderosa ante su Hijo necesidades de todo tipo: vidas y ganados, los que peligraban de perder un pie o una mano, los afectados de enfermedades, etc. Los que recibieron los favores pedidos solían llevar al santuario exvotos  y dejarlos colgados en las paredes del santuario como ofrenda, recuerdo y modo de agradecimiento. Llegó el momento, como ocurre en otras iglesias y santuarios, que la cantidad de exvotos era tal, que hubo de destinarse una zona para ellos, de tal forma que se evitara que estuvieran dispersos por el santuario. 
Los exvotos suelen consistir en objetos que se relacionasen con la petición hecha y concedida, como bastones, muletas o distintas partes del cuerpo sanadas, hechas en miniatura en cera blanca. En los últimos tiempos se habilitó un «libro de peticiones y agradecimiento» que todavía permanece, si bien son tomos que se han ido reponiendo sucesivamente según se completaba el anterior, ya que la cantidad de deseos, favores recibidos y muestras de agradecimiento fue creciendo, mientras que la costumbre de siglos anteriores de dejar exvotos ha ido disminuyendo, posiblemente por la mayor facilidad que ofrece el libro para expresar la devoción a la Virgen de Lugás. En el incendio que sufrió el santuario en 1937 desaparecieron una gran mayoría de los exvotos de cera.
La relación de favores y milagros es tan extensa que resulta imposible relacionarlos en este apartado. La primera noticia es de 1673 y, hasta la actualidad, no han dejado de crecer las muestras de agradecimiento de los fieles. Una pequeña parte ha sido recogida por Agustín Hevia Ballina en su libro Santuario de la Virgen de Lugás, donde ocupa unas cinco páginas.

## Fiestas, devociones y tradiciones
El santuario de la Virgen de Lugás pasaba por ser uno de los santuarios más visitados de Asturias, y la afluencia de romeros era mayor en Lugás que en Covadonga. La razón por la que ocurría esto era que, aunque Lugás no está en el Camino de Santiago, queda relativamente cerca de él, y muchos romeros se desviaban para visitar a la Virgen de Lugás, mientras que Covadonga queda muy distante del Camino. En este sentido se pronunciaba Pascual Madoz en su conocido Diccionario Madoz. Diccionario estadístico e histórico de los pueblos de España. Censo económico. Padrón. También indica este autor que la afluencia era tal que los donativos que dejaban los peregrinos por su devoción a la Virgen de Lugás y por los favores recibidos que «las limosnas recolectadas en el día y víspera de la Natividad, tanto en dinero como en grano, cera y otros art., nunca bajan de 17,000 rs., ascendiendo muchos años a mayor cantidad».
Este santuario está bajo la advocación o dedicación de la Natividad de Nuestra Señora, que se celebra el 8 de septiembre, el mismo día que la Virgen de Covadonga. El hecho de su buena ubicación —cerca del mar y de la montaña, en el centro de Asturias y con muy buenas vías de comunicación y accesos— ha influido en gran manera en su poder de convocatoria y en la gran afluencia de peregrinos. A esto hay que añadir los privilegios concedidos al santuario desde el siglo XVI. Según afirma Agustín Hevia Ballina, párroco del santuario:

Desde el siglo XVI o quizá antes, sin que se conozca fecha exacta ni Papa que lo concediera, disfrutó el Santuario de Nuestra Señora de Lugás de privilegio de Jubileo plenario, que se podía lucrar, visitando el santuario los días de Santo Toribio, a 23 de marzo; San Juan Bautista, a 24 de junio; Natividad de Nuestra Señora, a ocho de septiembre; fiesta de San Miguel Arcángel, 29 de septiembre y fiesta de Nuestra Señora del Rosario, primer domingo de octubre.

Por lo que respecta a la afluencia de romeros y peregrinos, Pascual Madoz comenta en 1845 en su conocido diccionario que: 

...Respecto á la devoción y progresos de esta iglesia ó santuario, puede asegurarse que han llegado á su apogeo, pues hace 4 0 años poco mas ó menos, que la solemnidad se reducía á una ordinaria función ; luego fué aumentándose por grados la concurrencia , habiendo sido muy estraordinaria en el último quinquenio, pues asistían á la fiesta los hab. del radio de o á 8 leguas y aun los de los confines de la provincia .

Continúa Madoz relatando el trasiego de romeros en los primeros días de septiembre, ya que desde el occidente asturiano se dirigen a Covadonga para asistir el día 7 de septiembre a la Foguera en Covadonga, saliendo el día 8 de madrugada, después de la primera misa, y vuelven a sus pueblos por Lugás. Los que viven en la zona oriental, hacen el recorrido inverso: asisten a la Foguera en Lugás para luego retornar el día siguiente a la romería de Covadonga. Así se produce un trasiego de romeros cruzándose por los caminos y haciendo «sumamente divertidas dichas viajatas».
Ejemplo de devoción a la Santina de Lugás es la que tenía «María, la de Lugás», fe que le trasmitieron sus padres. Su oración a la Virgen de Lugás, ya conocida en toda la zona, es: «Virgina de Lugás, te rezo como me aprendió mi madre, Santina nuestra de Lugás ayuda a ser cristiana a tu María de Lugás».

## Antiguos versos y cantares populares

### Antiguos cantares de lugareños y peregrinos
Los peregrinos y lugareños han venido cantando, desde hace siglos, una serie de canciones sencillas para honrar a la Virgen de Lugás, la más tradicional fue recuperada desde el siglo XIX.

### Cantu'l ramu
Al día siguiente de «les fogueres», precisamente el día de la Romería, las mozas y mozos llevaban a la iglesia los «ramos» en los que colocaban las ofrendas a la Virgen. El Cantu'l ramu era una larga retahíla de cuartetas diferentes con música muy similar para todas ellas. Este tipo de danzas y canciones son típicas de diferentes pueblos y villas asturianas, como es el caso de la «Danza prima» en Pola de Siero, a unos 30 km del santuario de Lugás, y que se baila durante «El Carmín», las fiestas mayores de esa villa.

### Gozos proclamados, expresión del fervor popular, a la Virgen de Lugás
Los siguientes versos, llamados popularmente Gozos de la Virgen de Lugás, se decían o cantaban al finalizar su novena como colofón de alegría. Los peregrinos, que acudían de muchos pueblos cercanos, dormían en la «Casa les Novenes» ya desde el Siglo XVI. Más adelante, al aumentar el número de ellos, se albergaban en la Hospedería de Peregrinos. También se alojaban en este mismo lugar los que acudían con motivo de las fiestas de «les fogueres».

### Juegos, dichos, adivinanzas y encargos
La devoción y popularidad del santuario era tal que su nombre se había introducido en el lenguaje del pueblo. Entre los «juegos» estaba el de «¿Cambiamos?», porque los chiquillos del pueblo —y aún los más mayores— decían: Truécote, Santina de Lugás: lo muncho pa mín, lo pocu pa ti.
Los «dichos» son muchísimos, pero se expondrán solamente algunos como muestra: «Tar afrecíu a Llugares»; «venir de promesa a la Virxen de Llugás»; «cumplir promeses subían de rodilles desde la Capillina» o «entraben de rodilles per la Iglesia alantre llevando encendíes les veles de la ofierta». Una práctica usual era, además de cumplir con la promesa, «confesase y comulgar pa ganar les indulxencies del Xubileu la Virxen». La lista de dichos relacionados con la devoción a la Virgen de Lugás es interminable, y los anteriores pueden valer de ejemplo.
La «adivinanza» más conocida en los pueblos, no solo los cercanos sino en algunos bastante lejanos —para los medios de transporte de aquellas épocas—, era la siguiente:
- Yeren cinco hermanes:
- Una que vía la mar y la oía: (Yera la Virxen de Lugás).
- Otra que oía la mar, pero non la vía: (yera la Virxen de Foncaleyu).
- Otra que oía la mar, pero non la vía: (yera la de la Cueva).
- Otra que la oía y también la vía: (yera la del Portal).
- Otra que nin la vía nin la oía: (yera la de Cuadonga).[46]